# Kabuto

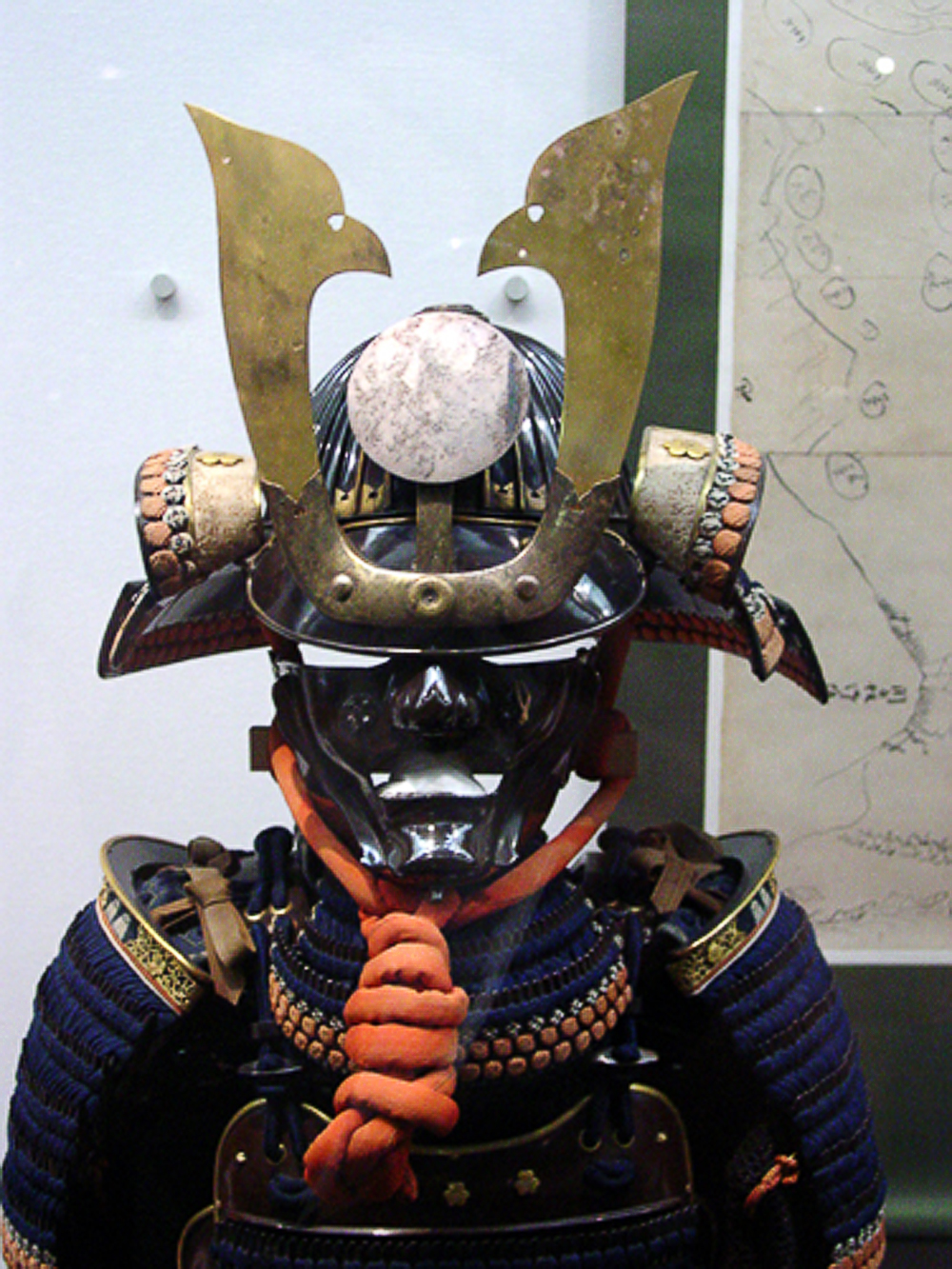
Casco medieval japonés.

El kabuto (兜, かぶと) es el casco tradicional de la armadura japonesa, y fue empleado por primera vez por los guerreros medievales japoneses, que evolucionaron hasta los samuráis. 

## Historia
Los cascos japoneses que han sido hallados datan del siglo V, antes de los samuráis. Llamados mabizashi-tsuke kabuto (visor añadido al casco), el diseño de esos cascos antiguos provenía de China y Corea, teniendo una cresta central muy pronunciada. 
Los kabutos fueron una parte importante en el equipamiento de los samuráis, teniendo un papel simbólico. Su importancia se refleja en la cantidad de textos y códigos en torno a él. 
Tras el regreso de la paz durante el Shogunato Tokugawa en el período Edo, la armadura se volvió más elaborada y ceremonial. Muchas armaduras sofisticadas y elaboradas fueron creadas durante este período. Las armaduras lujosas siguieron siendo elaboradas hasta un poco después del fin del período Edo en 1867. Las armaduras posteriores trataban de imitar el diseño romantizado de los guerreros de los períodos Kamakura y Muromachi.

## Estructura
- Hachi (el bacinete): Un kabuto común incluye un bacinete resistente, el cual sirve para proteger el cráneo, y estaba constituido por desde tres hasta más de cien placas metálicas (denominadas Tate hagi-no-ita) remachadas entre sí. Los remaches (hoshi) que aseguraban la unión de las placas podían elevarse, creando una forma conocida como hoshi-bachi; o también podían ser "martillados planos", dejando solamente las bridas de las placas resaltando, una forma conocida como suji-bachi; el kabuto denominado hari-bachi no mostraba bridas y los remaches se veían al ras. Algunos de los bacinetes más finos eran firmado por los herreros, usualmente por alguno de muchos grupos conocidos, como los Myochin, los Saotome, Haruta, Unkai o los Nagasone.

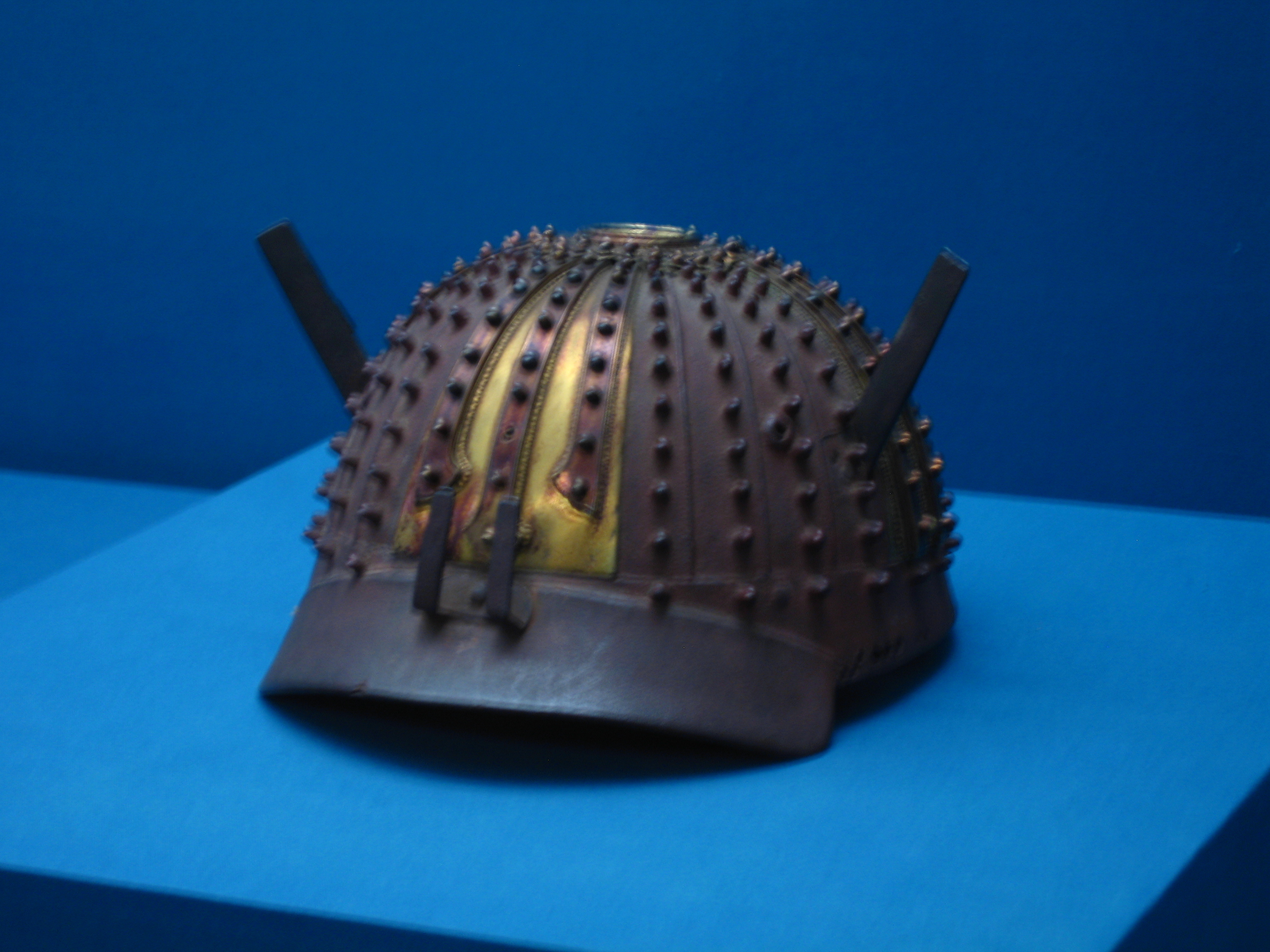
Un kabuto estilo hoshi-bachi
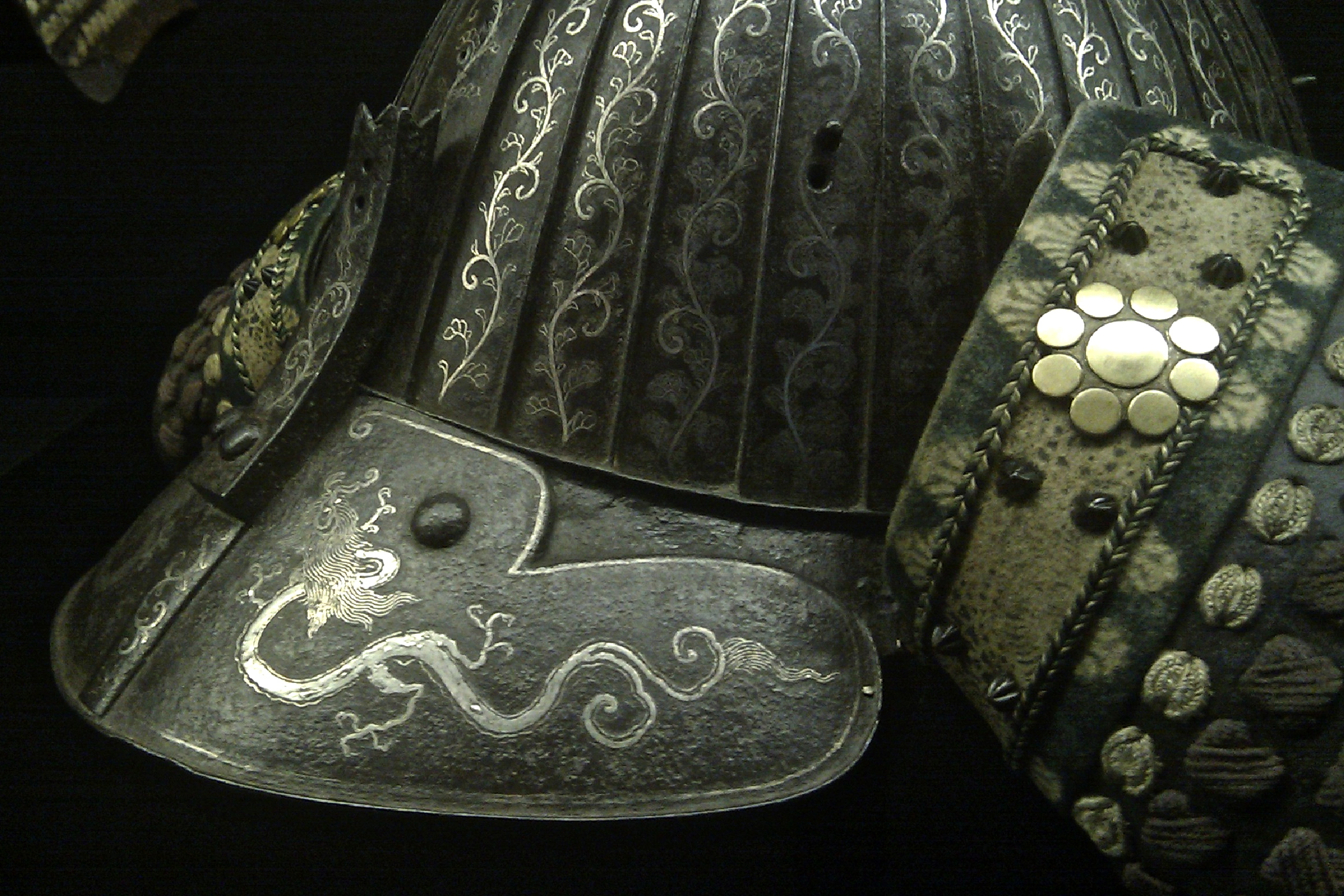
Un kabuto estilo suji-bachi
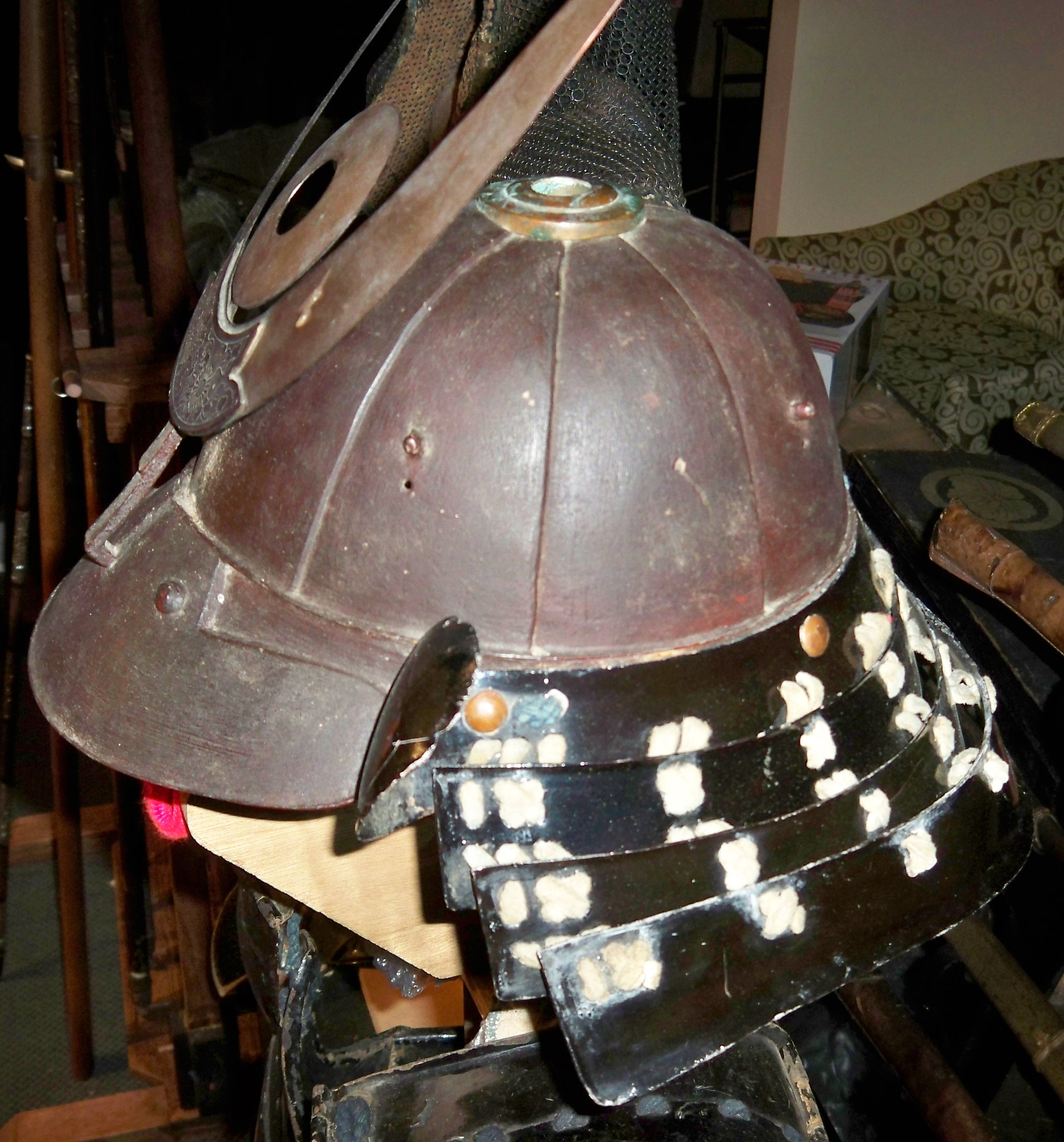
Un kabuto estilo hari-bachi

- Tate hagi-no-ita. Así se les denomina a cada una de las placas utilizadas para construir el casco, recordando que un casco podía llegar a tener más de cien placas.

- Tehen o hachiman-za: En la mayoría de los tipos de kabuto, las placas son acomodadas verticalmente, y son curvadas desde una apertura en la cima del bacinete denominada tehen o hachiman-za (Asiento del Dios de la Guerra, Hachiman). Se cree que una de las razones de la existencia de ésta apertura era para que los guerreros pasasen su nudo de cabello por allí. Aunque esta usanza fue abandonada tras el período Kamakura-Muromachi, otras posibles razones eran para permitir mayor ventilación o para facilidad en su construcción. Los estilos zunari y momonari no presentaban este agujero.

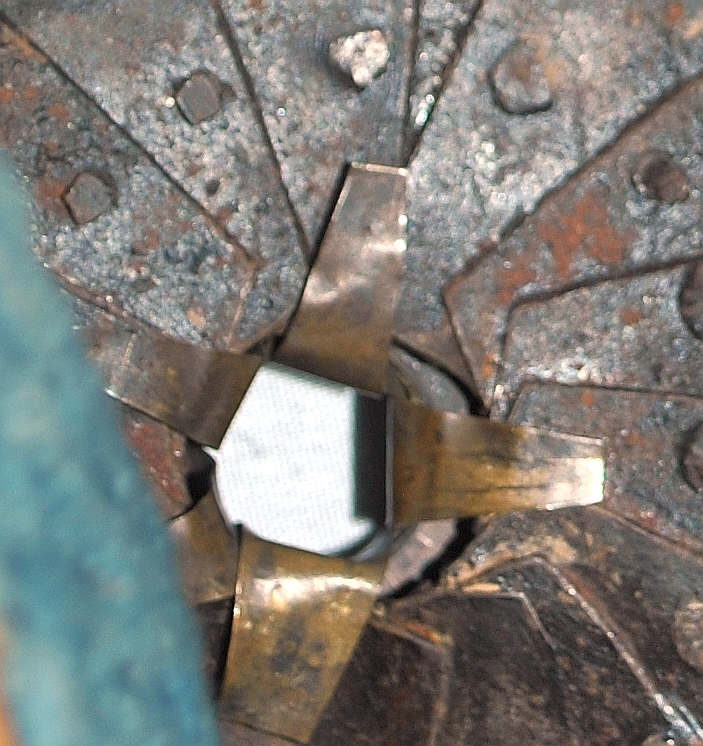
Aquí se observa el agujero en el tope del casco.
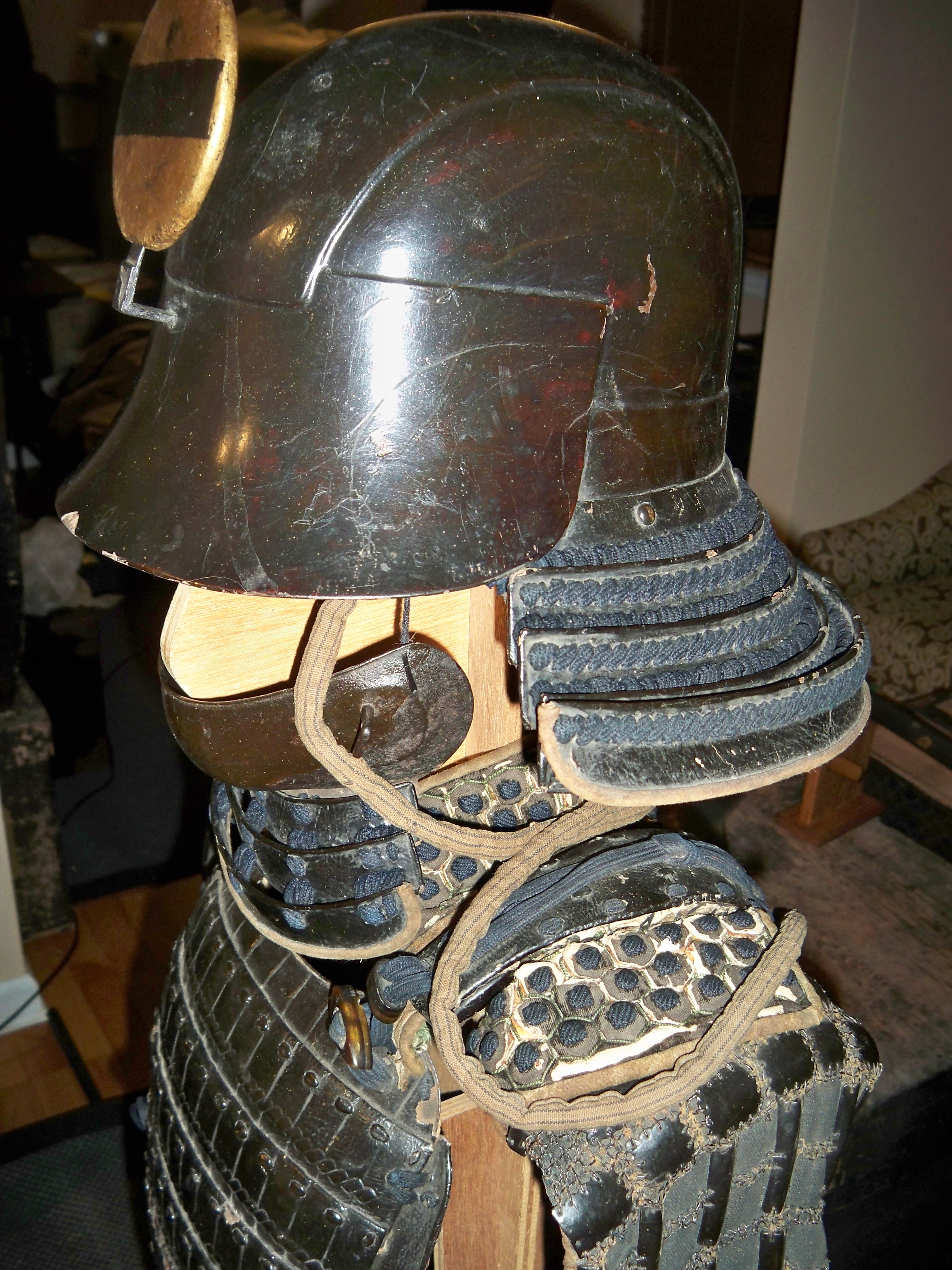
kabuto tipo zunari, sin el agujero en la cabeza.

- Tehen kanamono (anillo decorativo): El tehen permaneció como una característica de la mayoría de los cascos, y era decorado con los tehen kanamono que eran anillos de bandas metálicas suaves y bien trabajadas, que rodeaban la apertura del tehen. Estas usualmente asemejaban a un crisantemo.

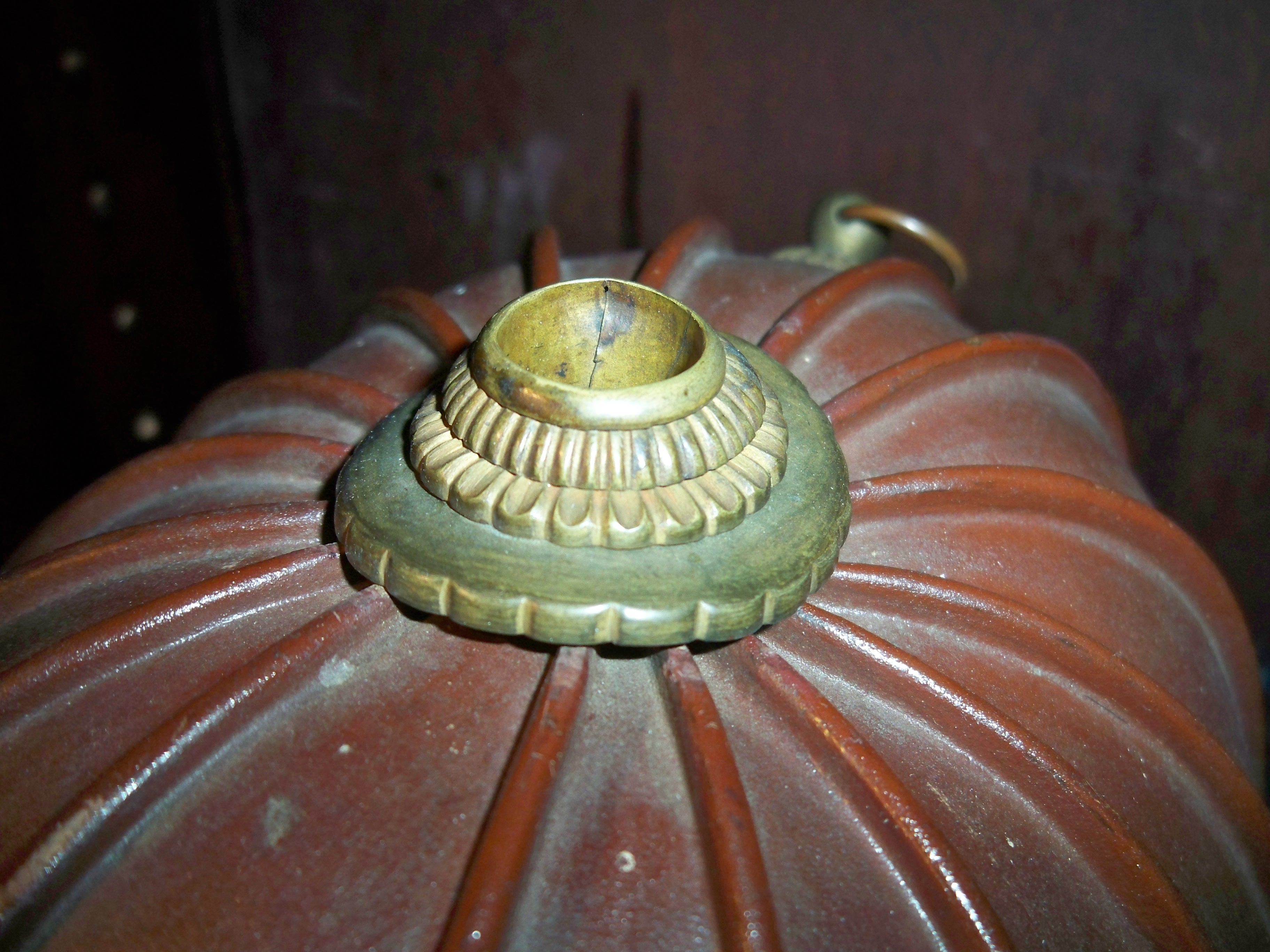
Los tehen kanamono tenían fines puramente decorativos.

- Shikoro (protector de la nuca): Los kabuto incluían un protector para la nuca denominado shikoro. Éste usualmente se componía desde tres hasta siete planchas semicirculares, hechas de cuero o de metal lacado, y unidas y articuladas por lazos de seda o cuero (odoshi), aunque algunos shikoro estaban compuestos por cien o más placas metálicas pequeñas (kozane) en fila. Este sistema de planchas era la tecnología estándar de protección empleada, junto a una protección de malla (kusari), de toda armadura japonesa. El shikoro también podía estar hecho de paneles de tela con una kusari atada a la vestimenta (kusari shikoro).

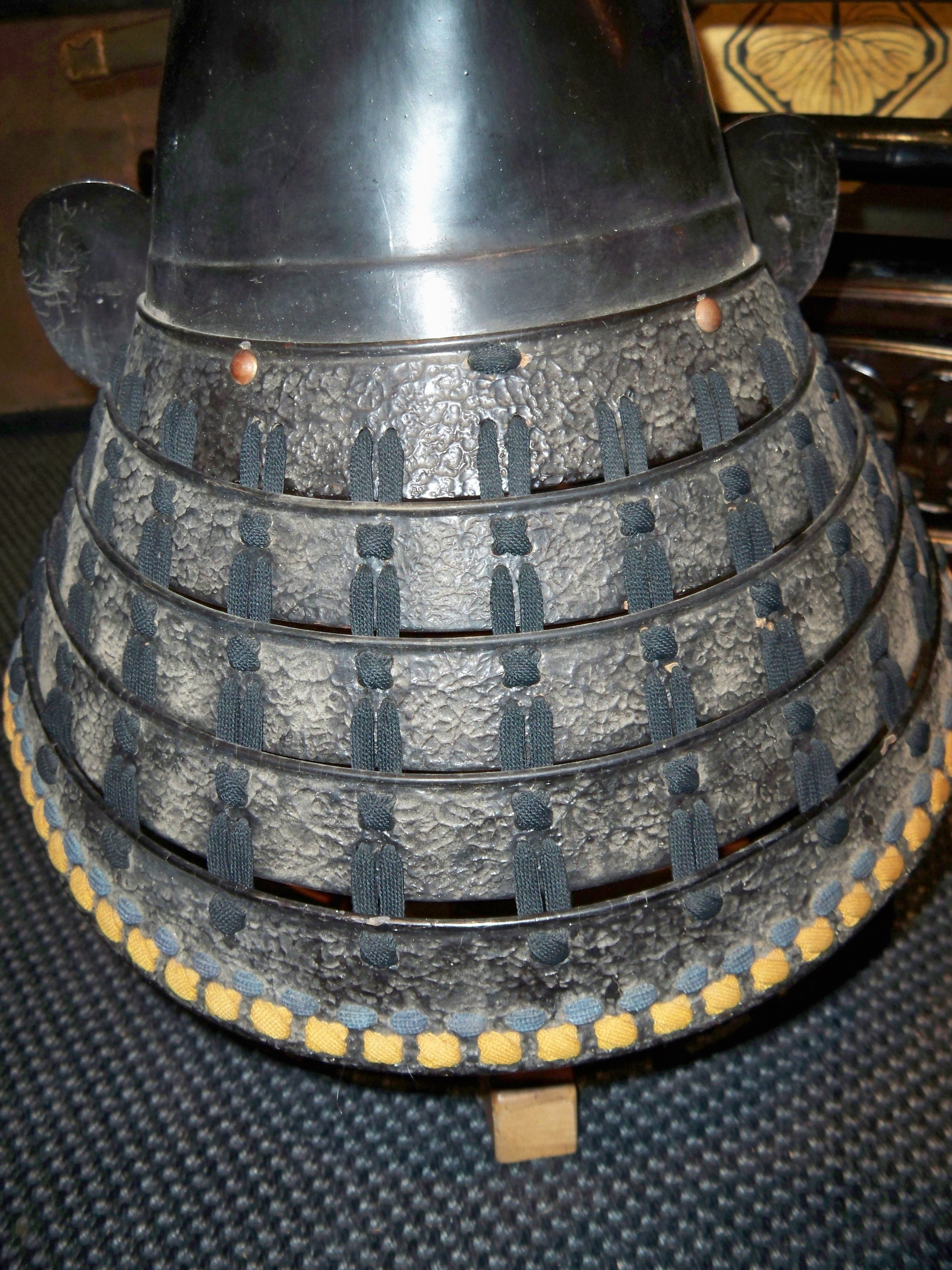
Shikoro hecho con planchas lacadas.
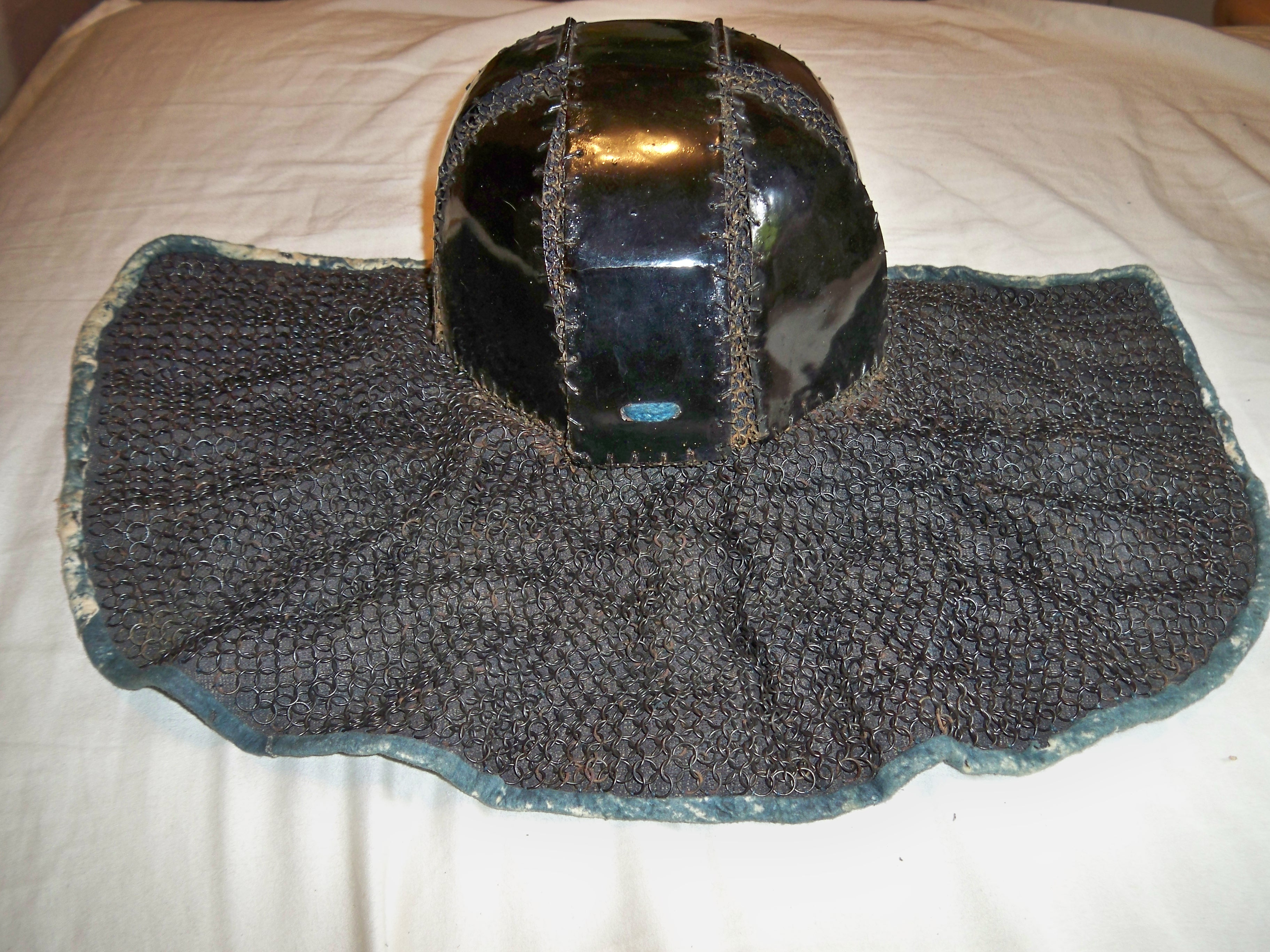
Shikoro hecho con una malla kusari.

- Shinobi-no-o: El kabuto estaría asegurado a la cabeza mediante un cordón denominado shinobi-no-o que usualmente estaría atado a los postes o ganchos de la armadura facial (mengu); si el guerrero no llevaba una armadura facial, el shinobi-no-o estaría atado por debajo del mentón.

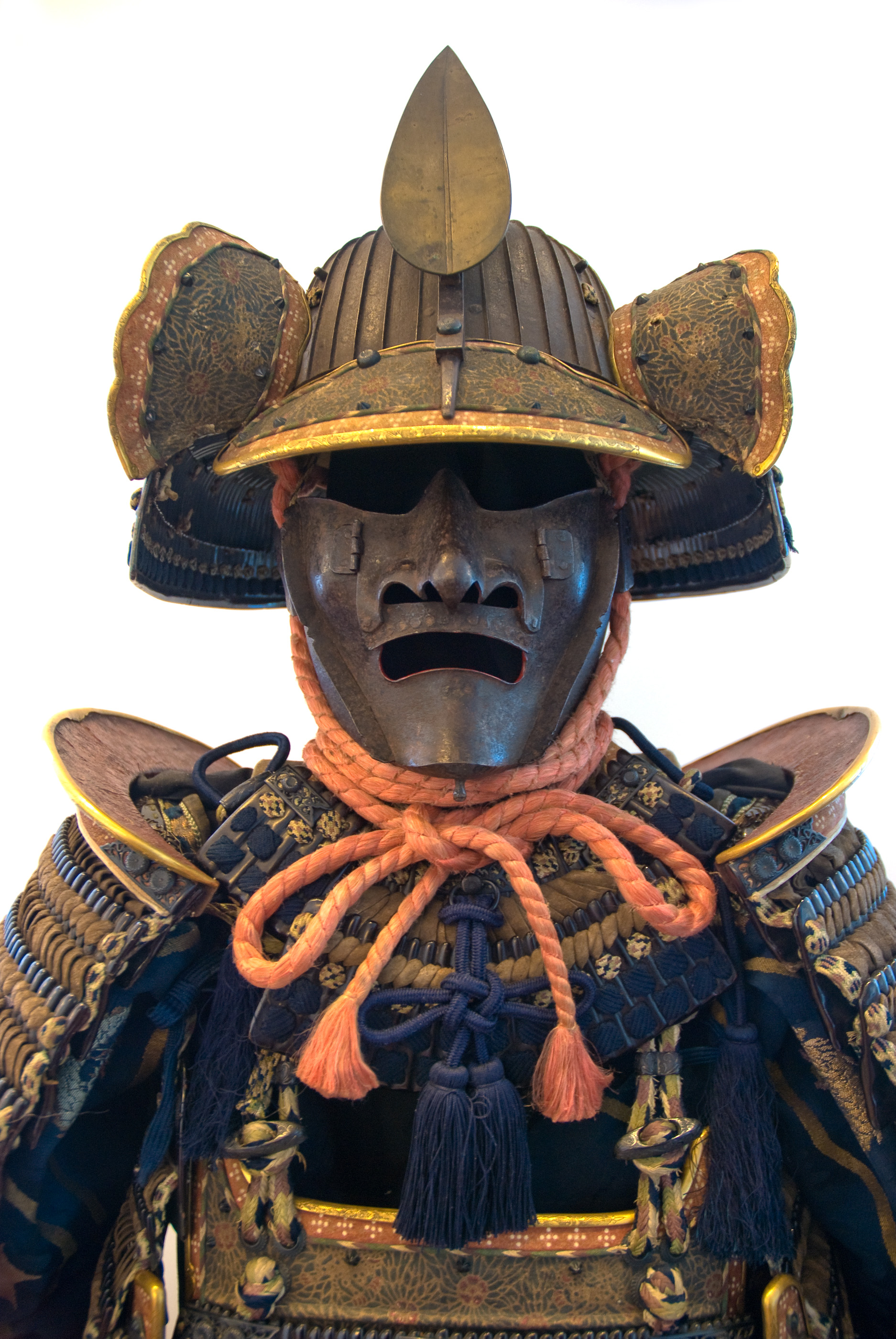
Kabuto con el cordón shinobi-no-o.
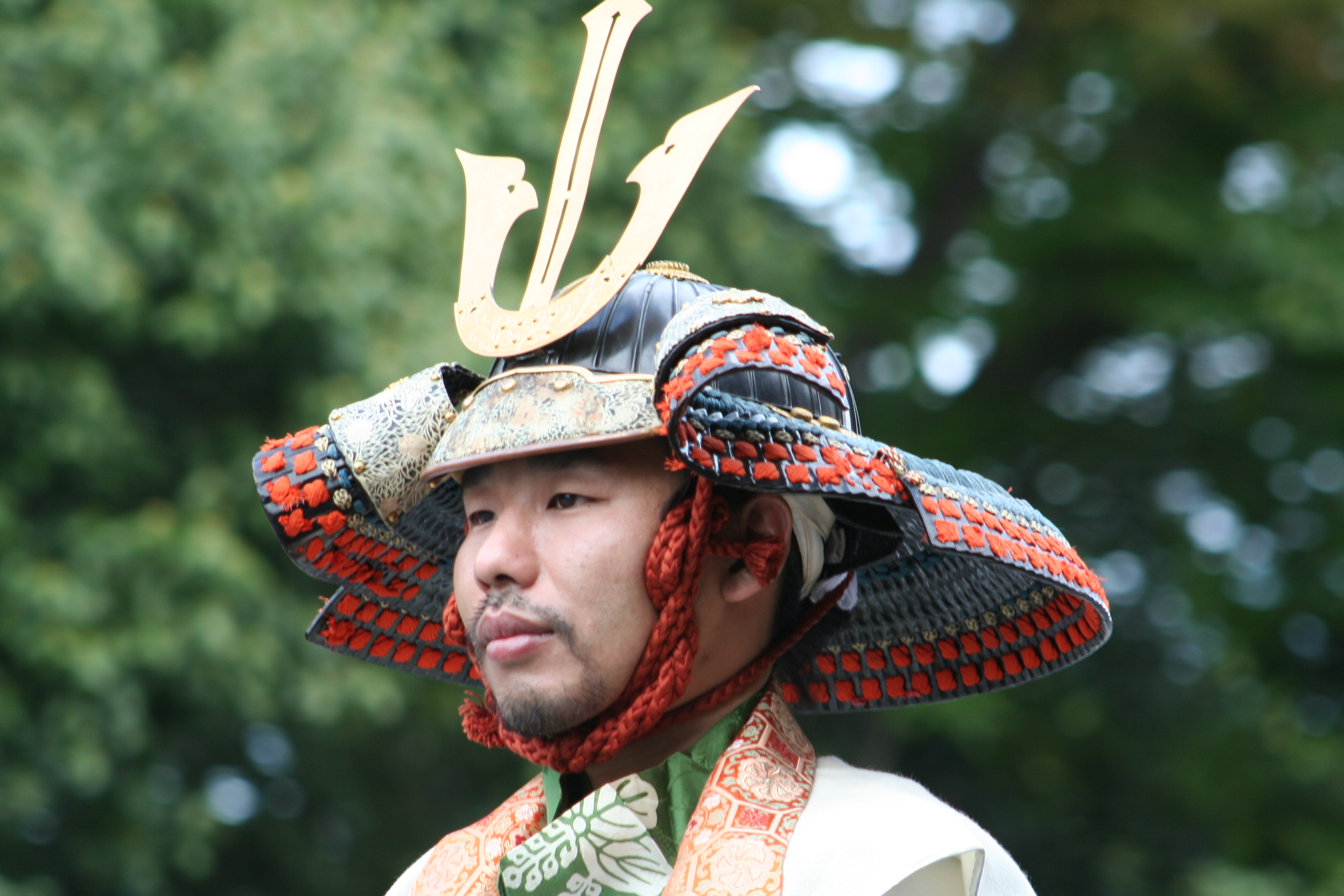
El cordón se llegaba a pasar por debajo del mentón.

- Ukebari (revestimiento interno).

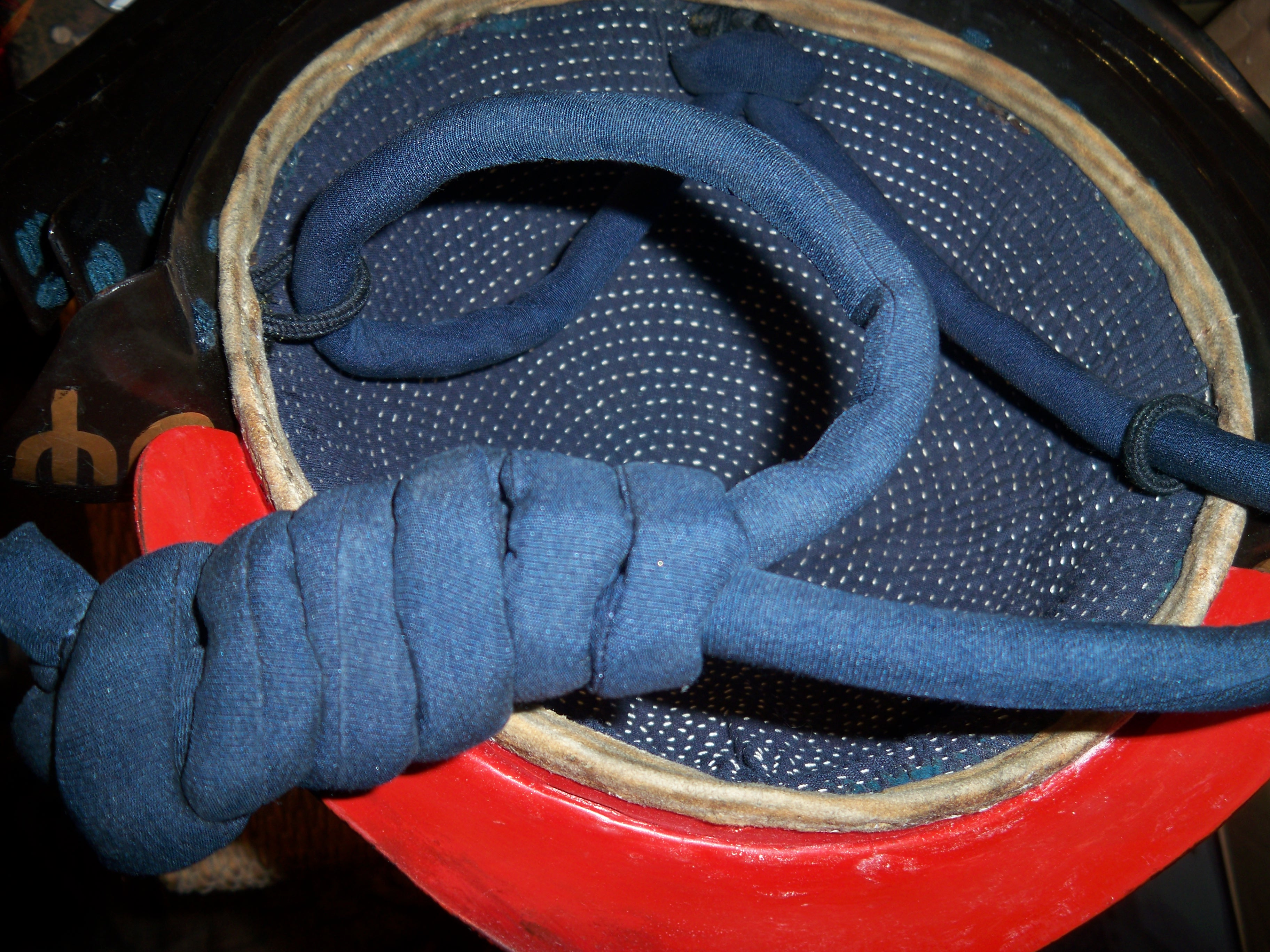
Se aprecia el revestimiento interno del casco.

- Tatemono o datemono (crestas del casco): Los kabuto usualmente se adornaban con crestas denominadas tatemono o datemono; los cuatro tipos de crestas son: maedate (cresta frontal), wakidate (crestas laterales), kashiradate (crestas superiores), y ushirodate (crestas traseras). Estas pudieran ser emblemas de familias o clanes, u objetos planos que representaban animales, entidades míticas, oraciones u otros símbolos. De hecho los cuernos eran muy comunes, inclusive los cuernos estilizados de ciervo.

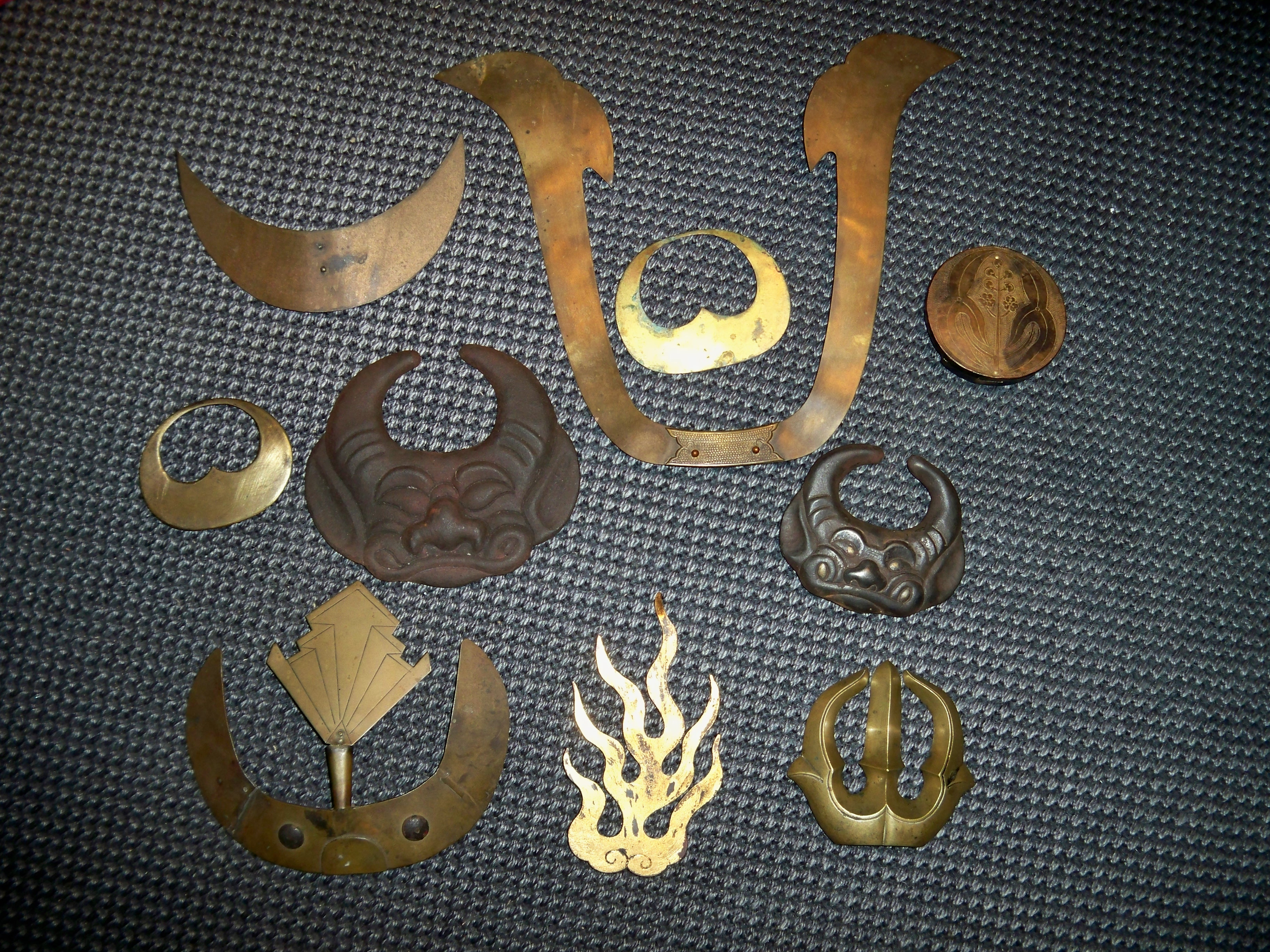
Variedad de crestas.
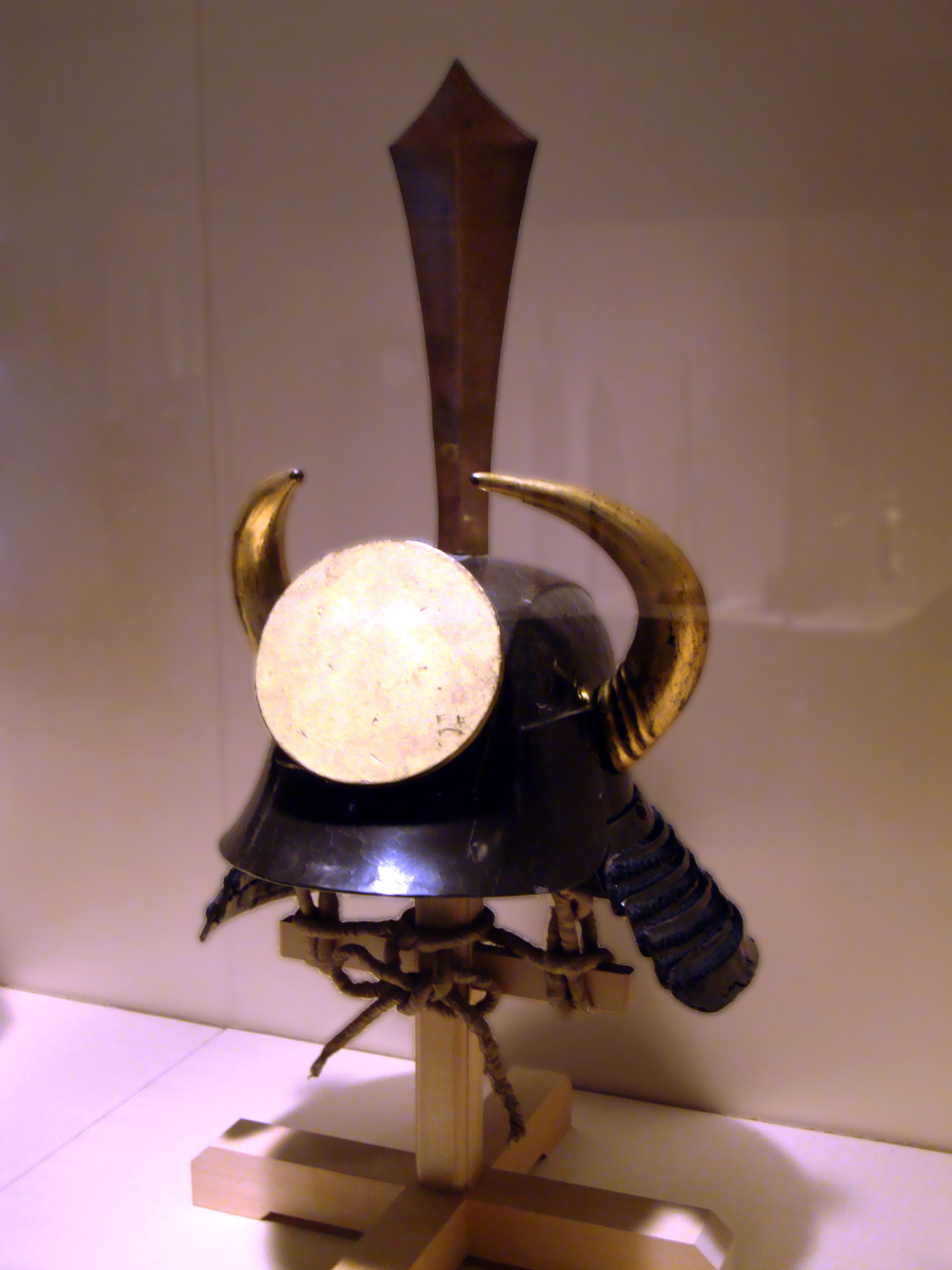
Un casco con crestas en diversas posiciones.
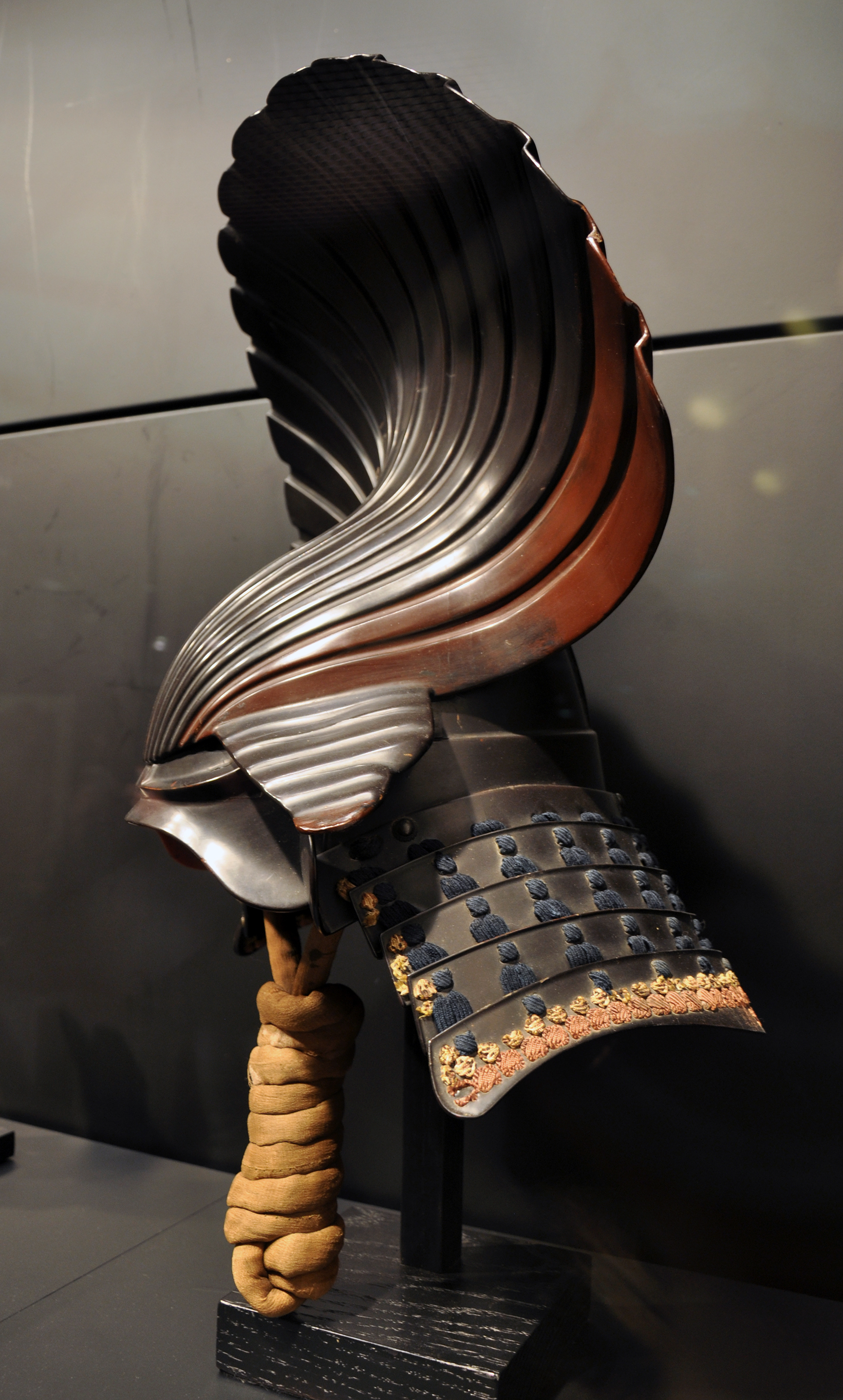
Casco estilizado de inicios de la Era Edo, en el siglo XVII.
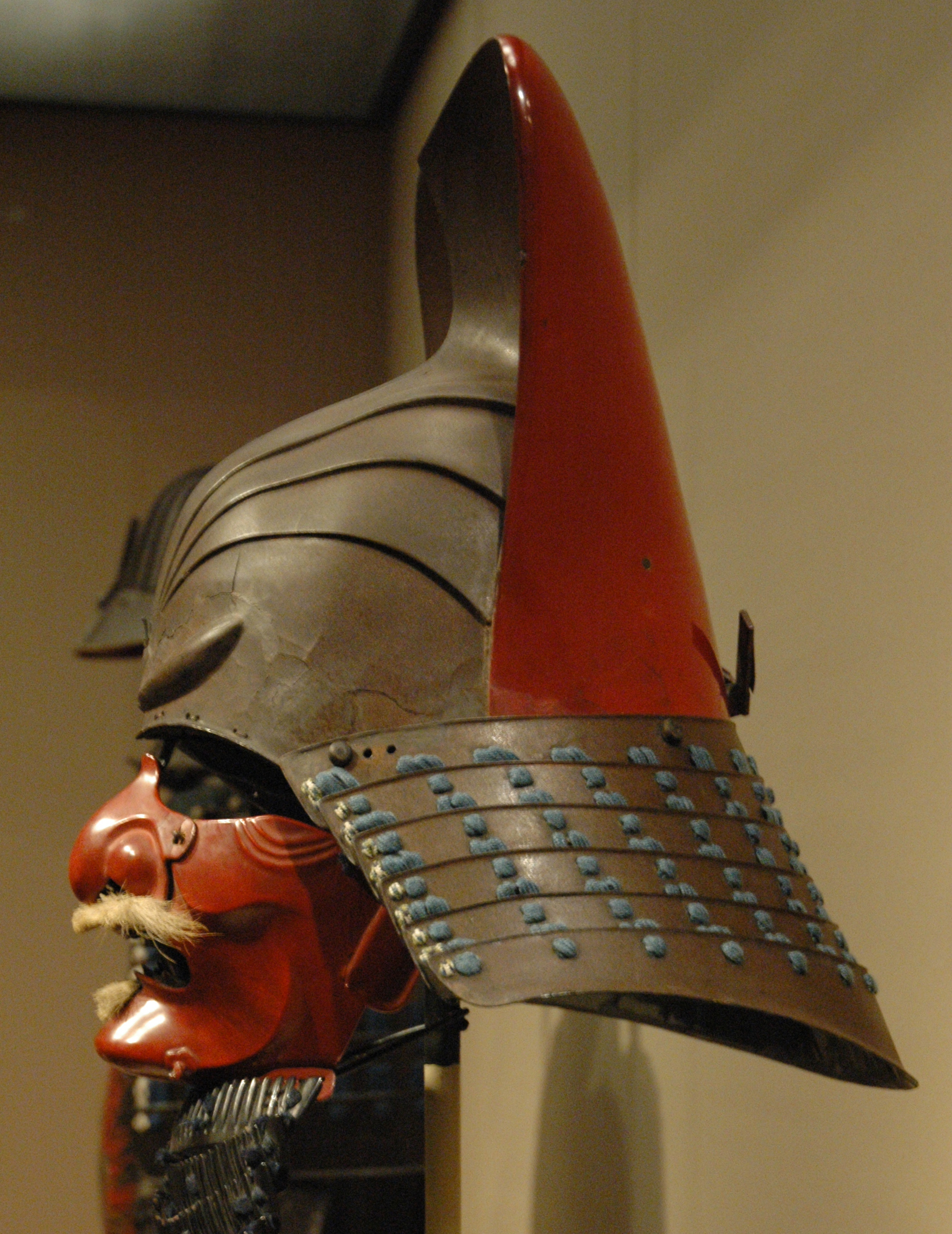
Otro casco estilizado, propiedad del Museo de Arte Asiático en San Francisco, California, EEUU.
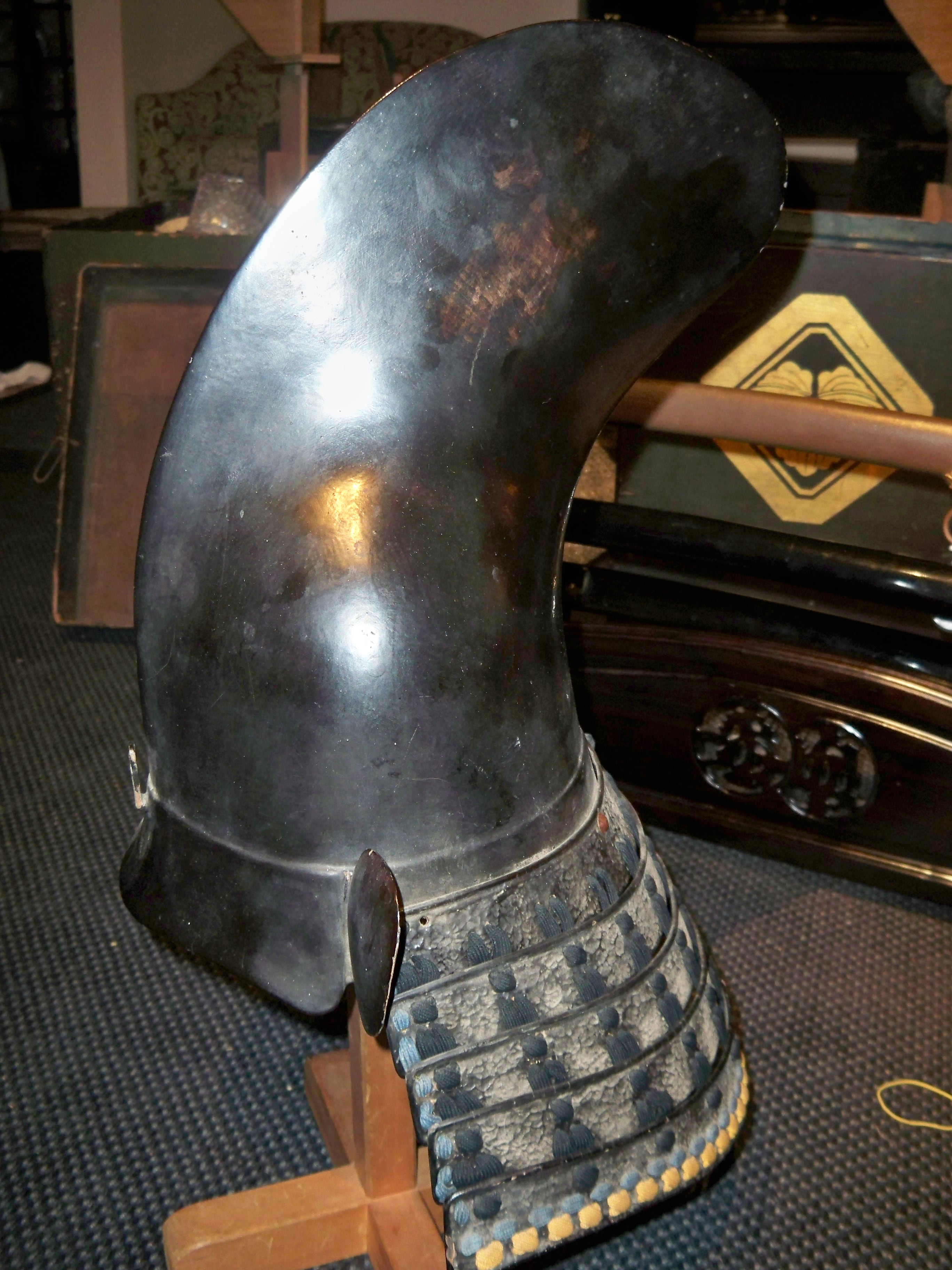
Casco estilizado estilo eboshi.

Fukigaeshi (proyecciones laterales en forma de alas u orejas).

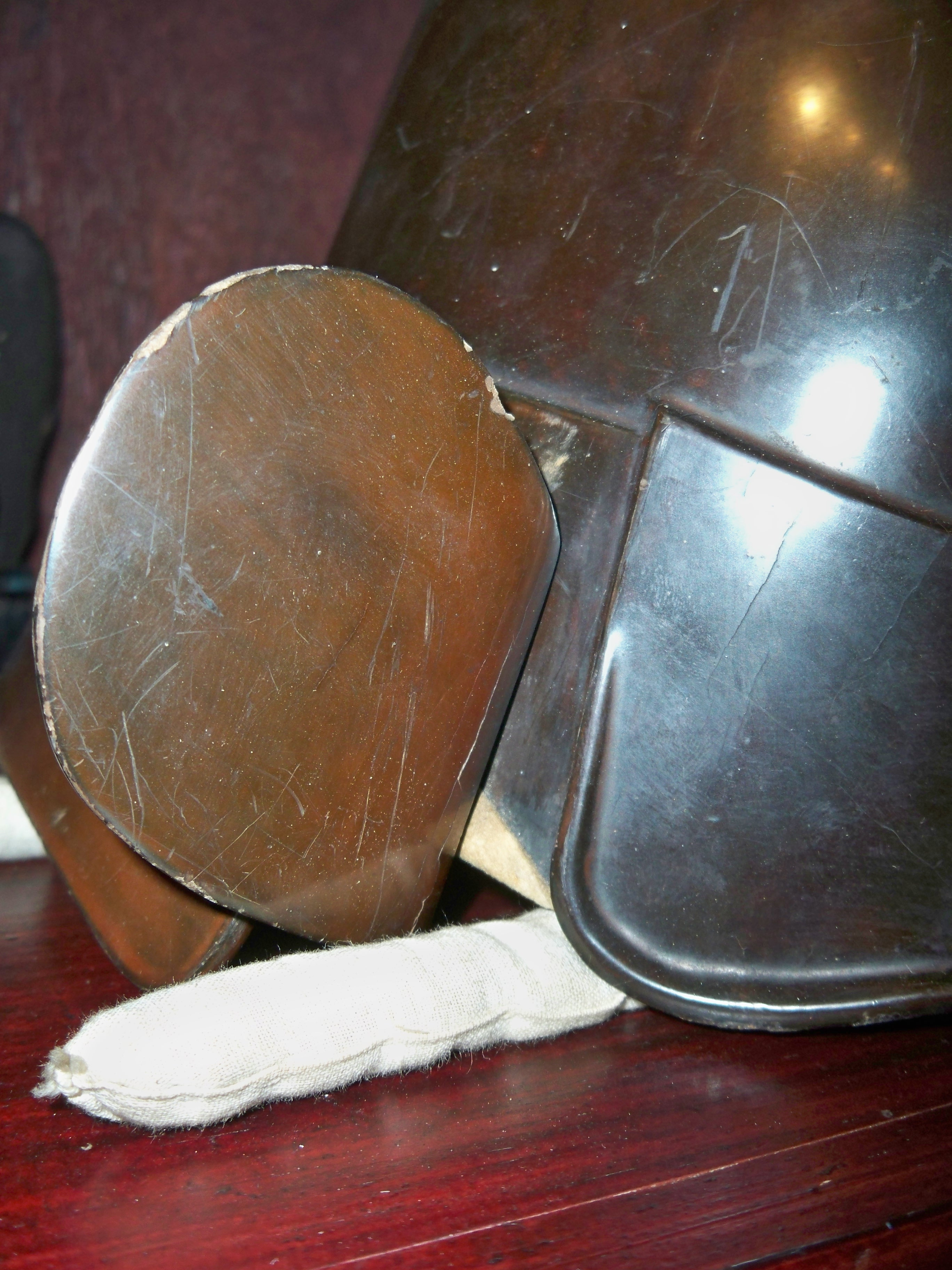
Cresta lateral del casco.
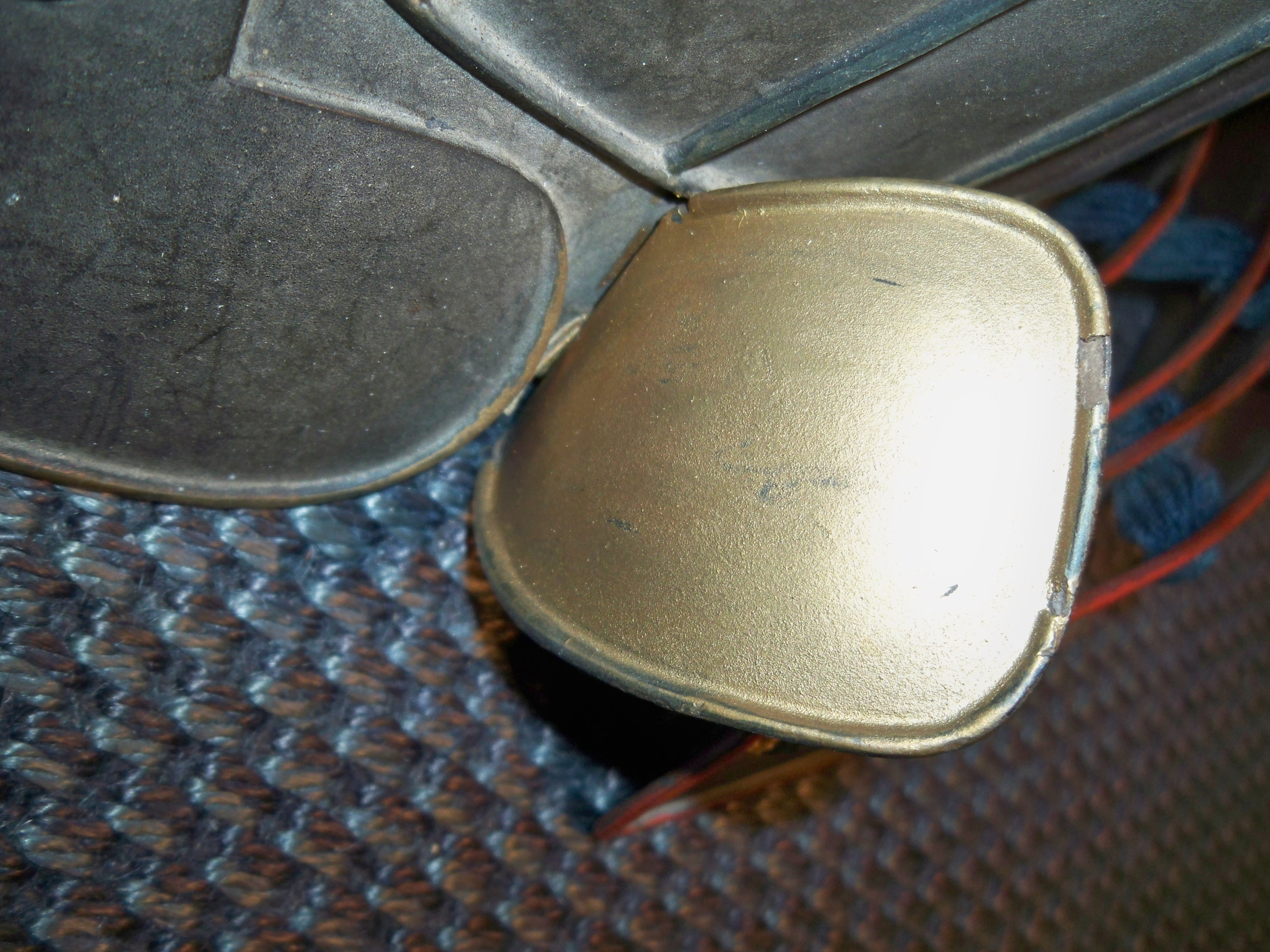
Otra cresta lateral.
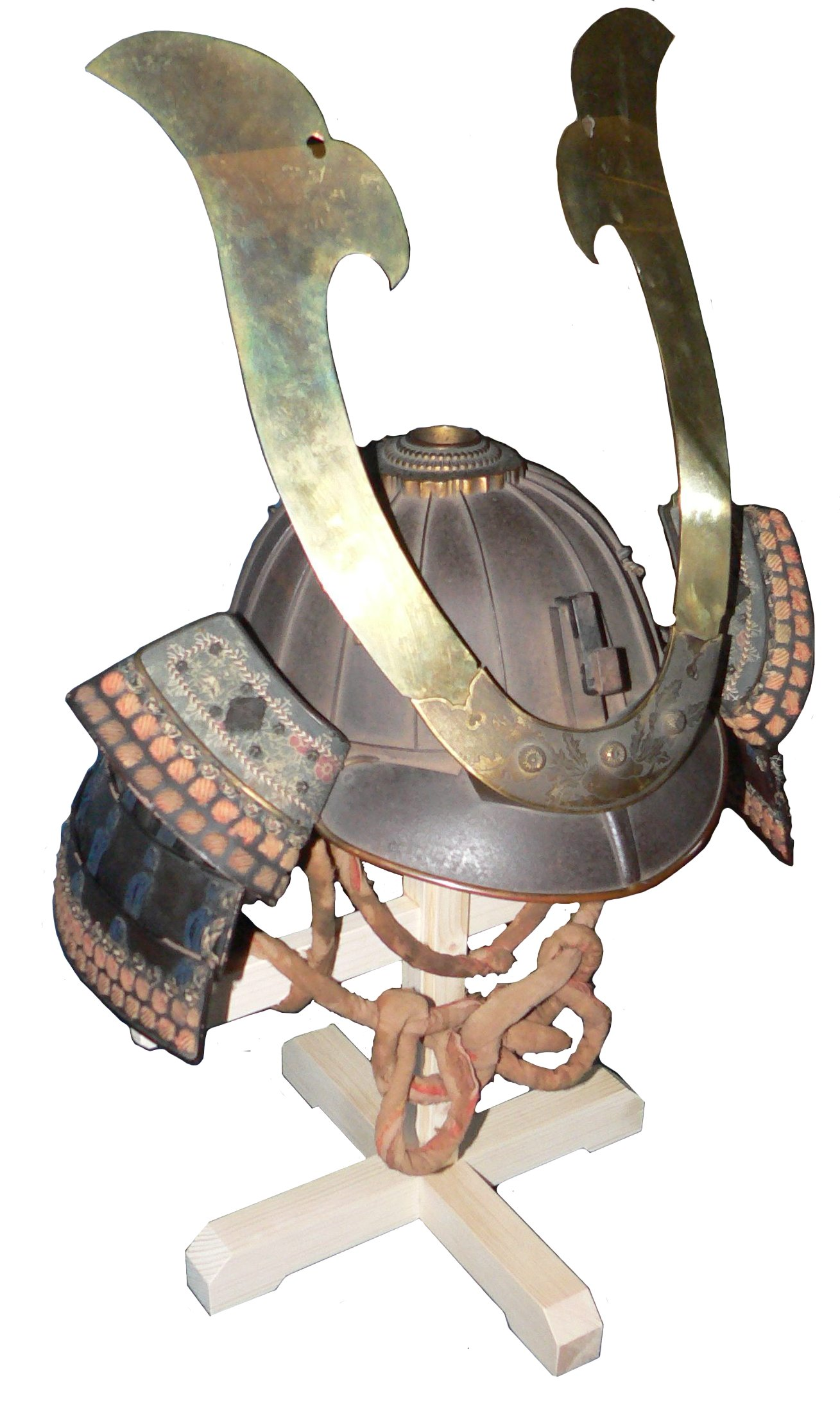
Kabuto con crestas laterales denominadas fukigaeshi y una frontal.

Mabizashi (visor).

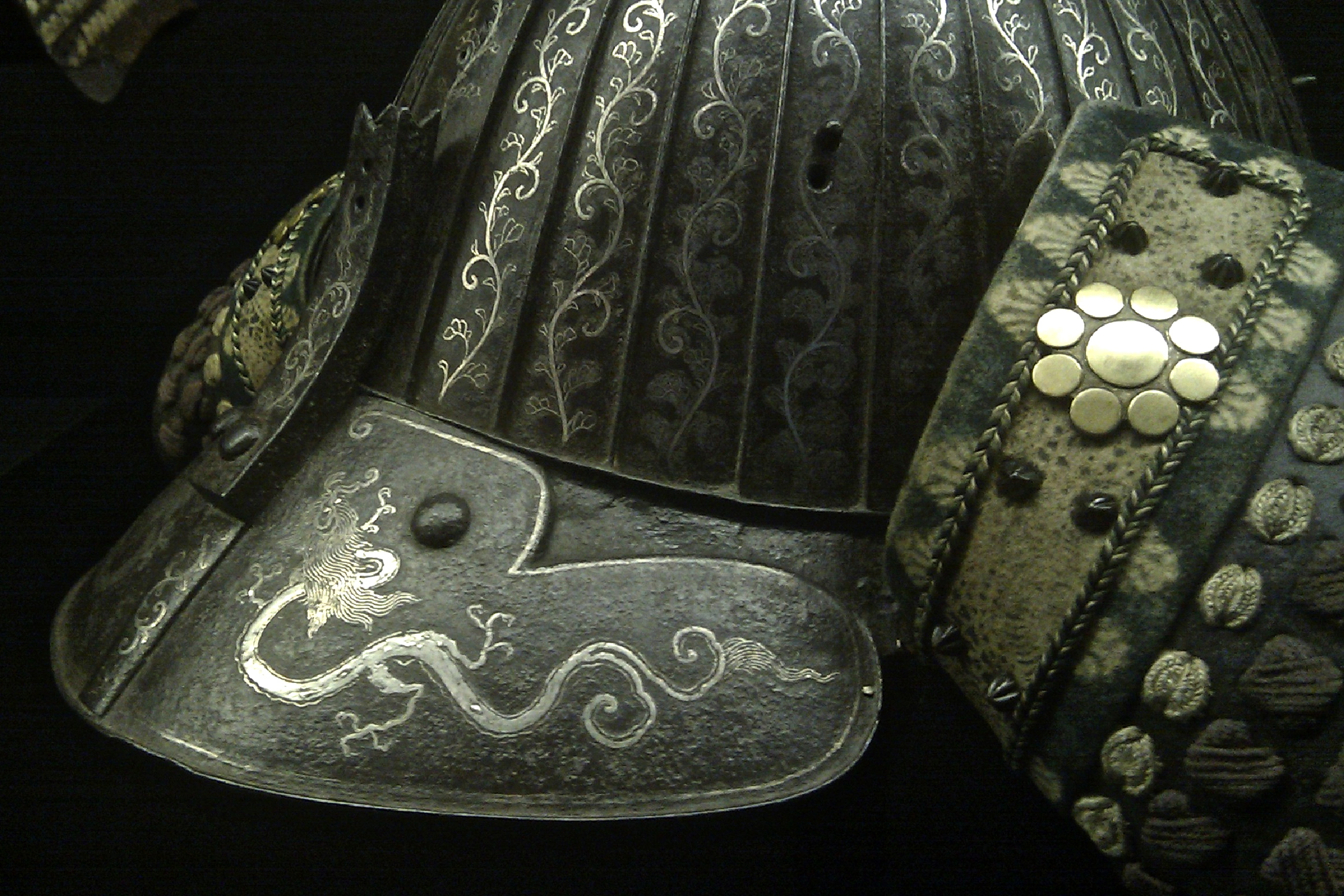
Como en una gorra, los cascos samurái también tenían un visor.
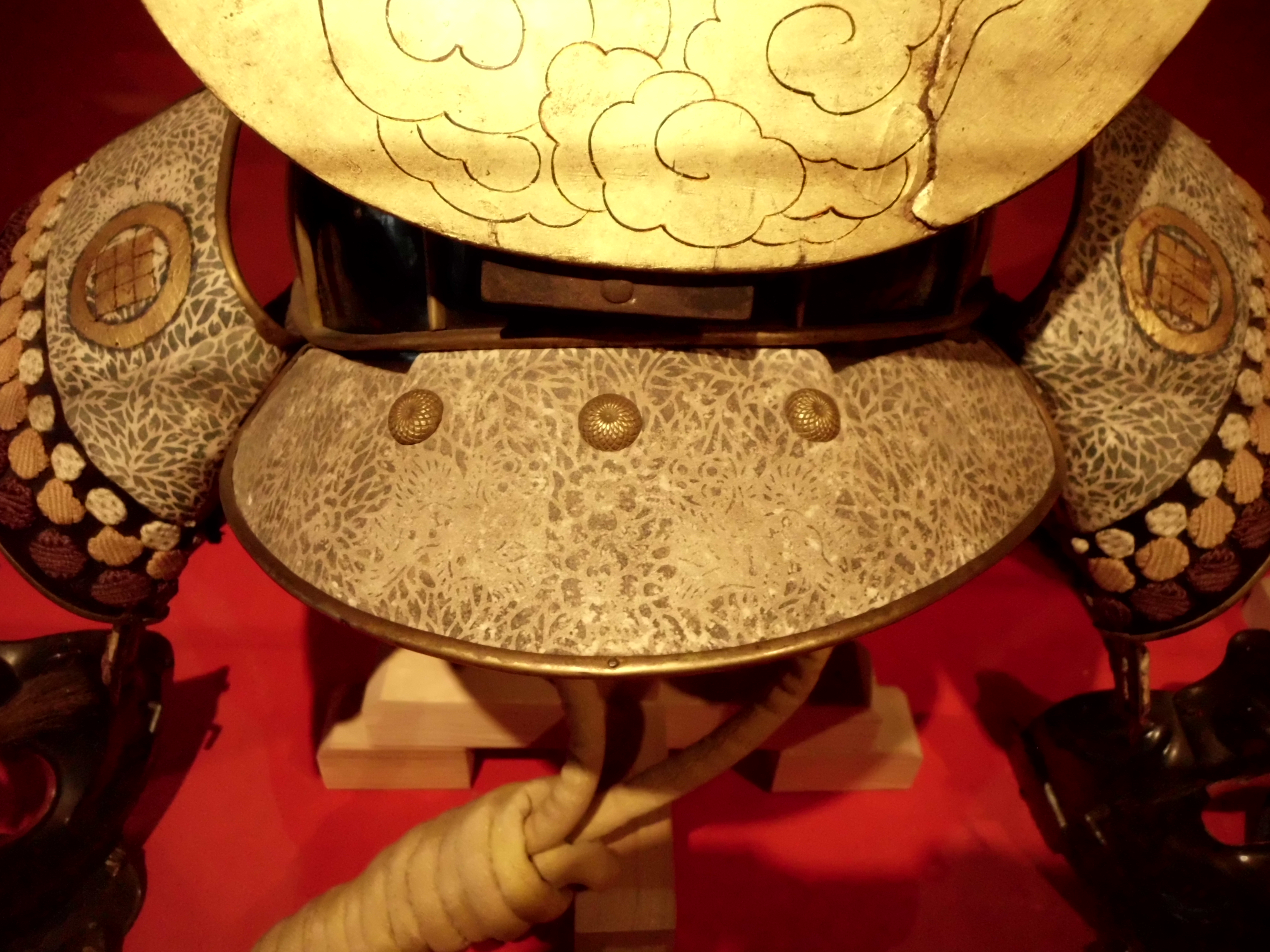
Otra imagen del visor en el casco.

Datemono tsunamoto (ganchos y postes adjuntos al casco para colocar las crestas decorativas).

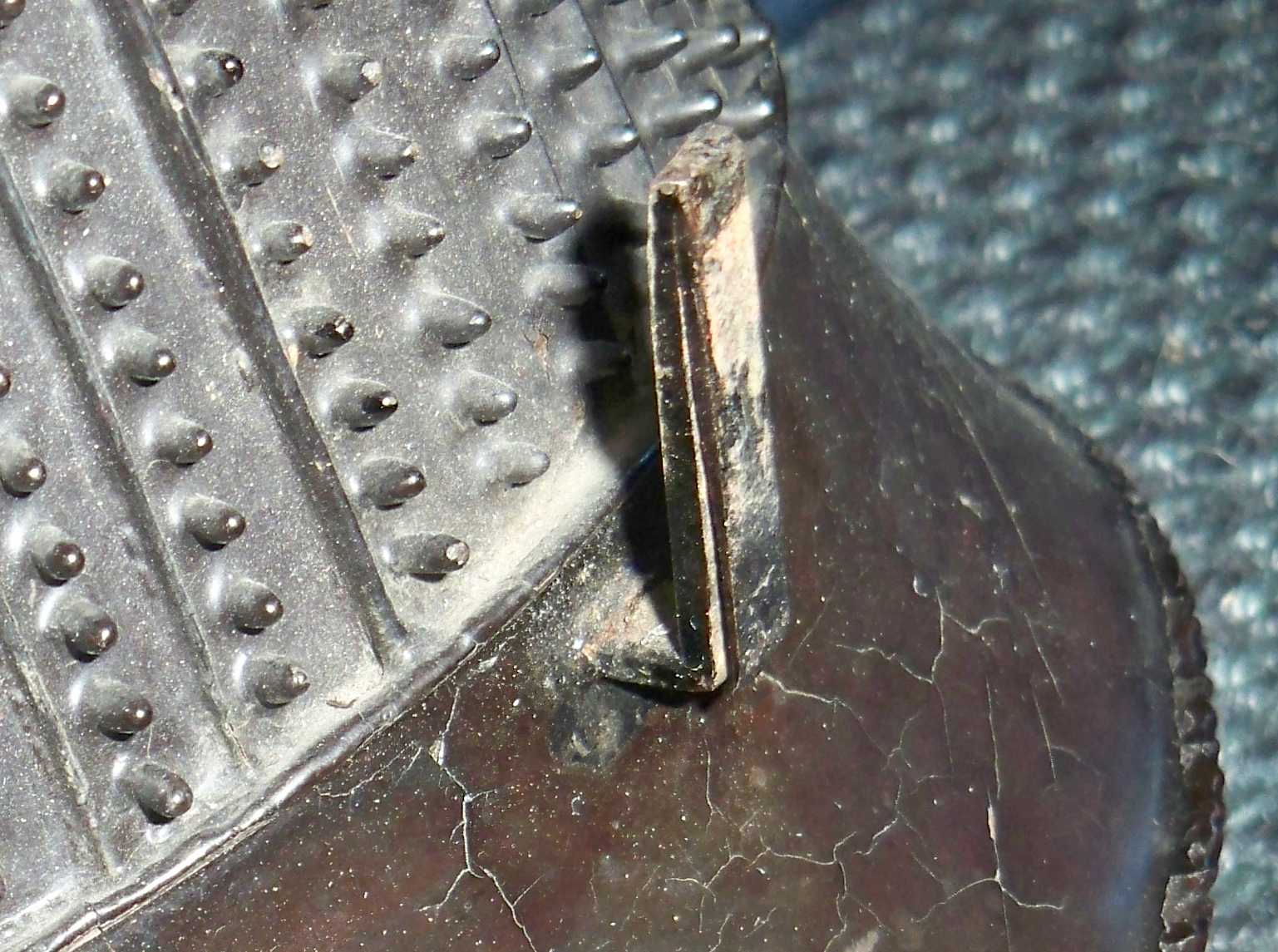
Los ganchos se colocaban para adjuntar las crestas decorativas del casco.
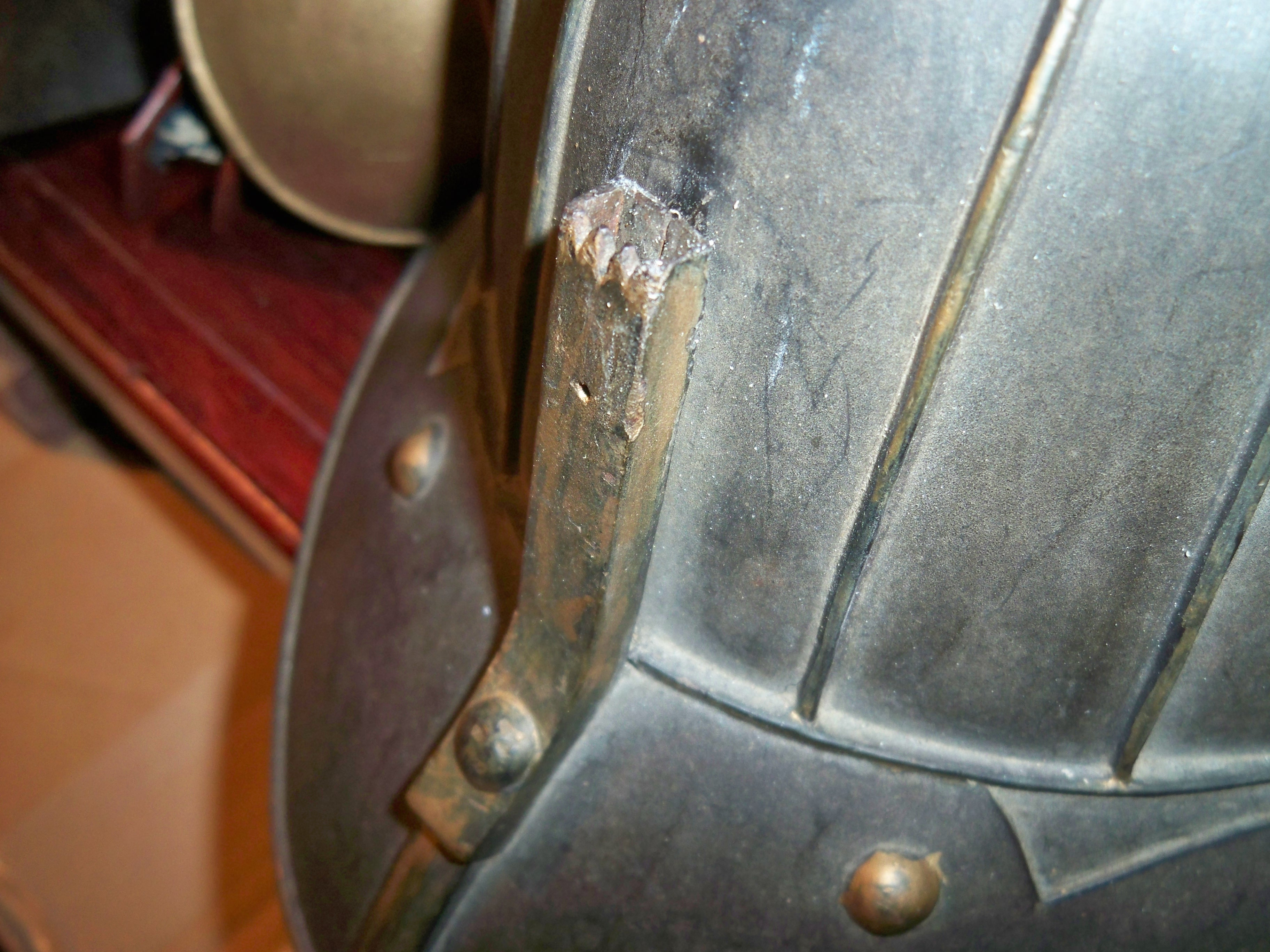

Kasa jirushi no kan (un anillo en la parte posterior del casco para cargar una banderilla de identificación (kasa jirushi). Más tarde, un nudo agemaki se ataría a este anillo, para fines decorativos.

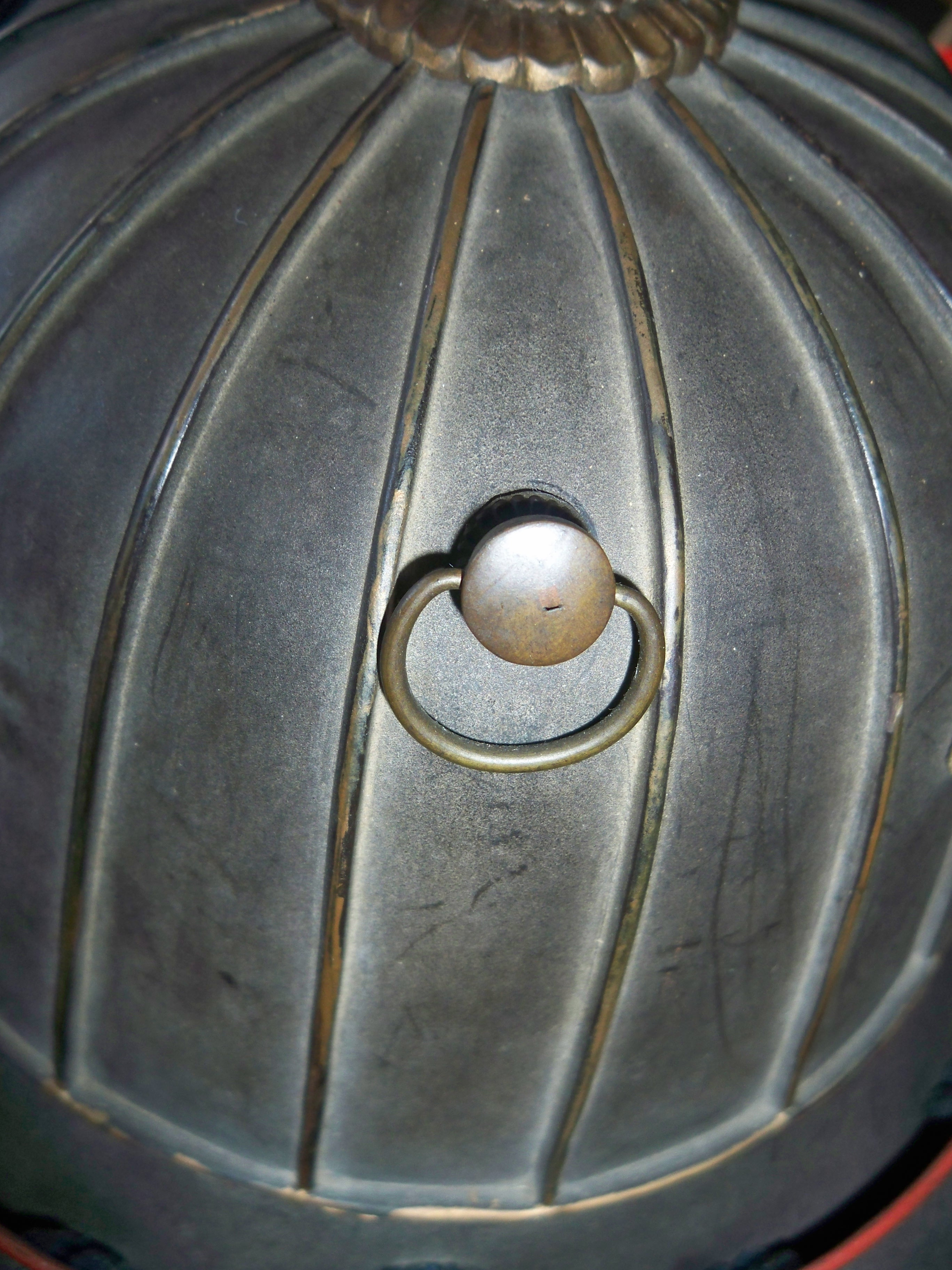
El anillo para cargar la kasa jirushi
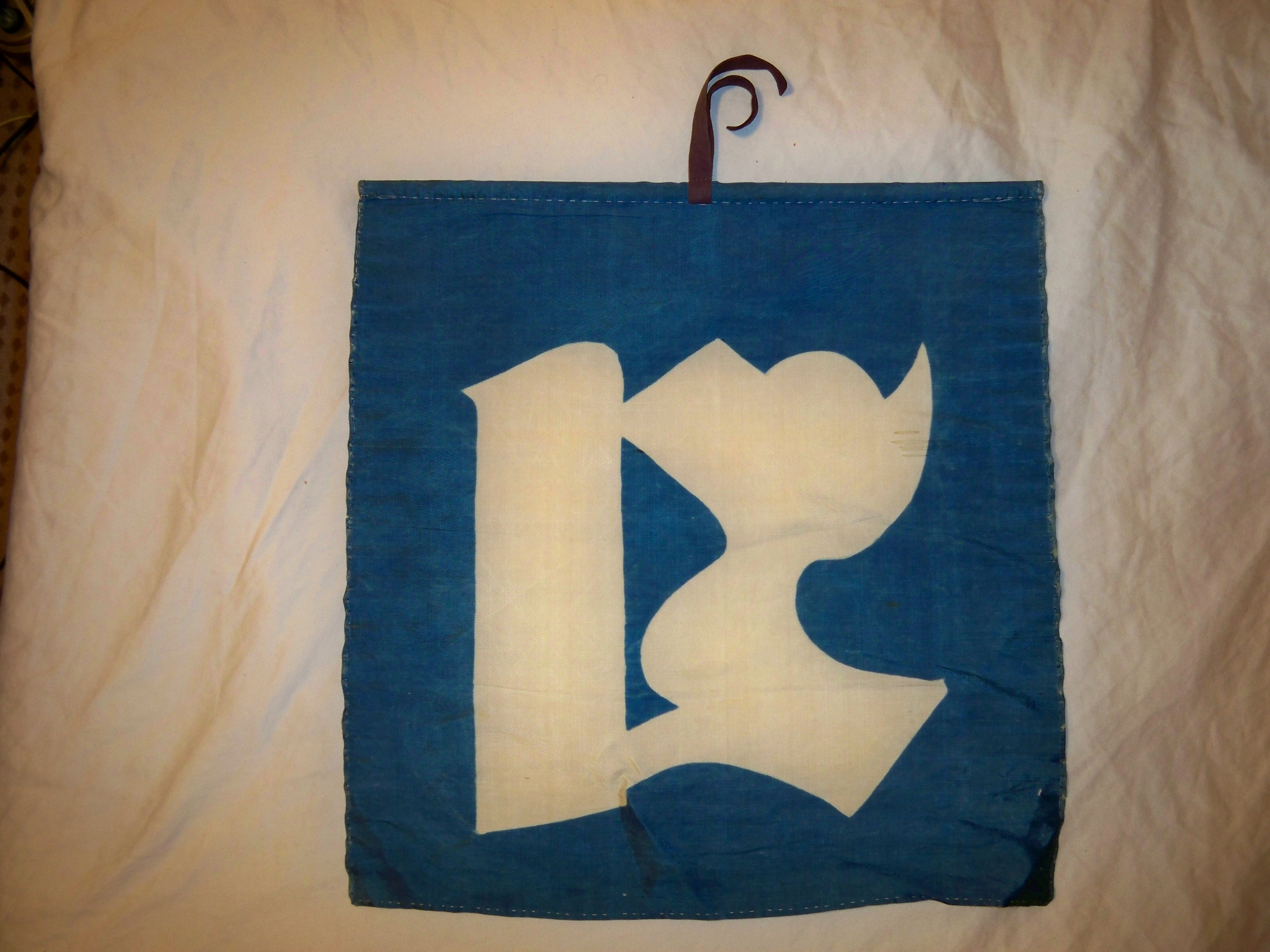
Las banderillas jirushi se ataban al anillo como medio de identificación.
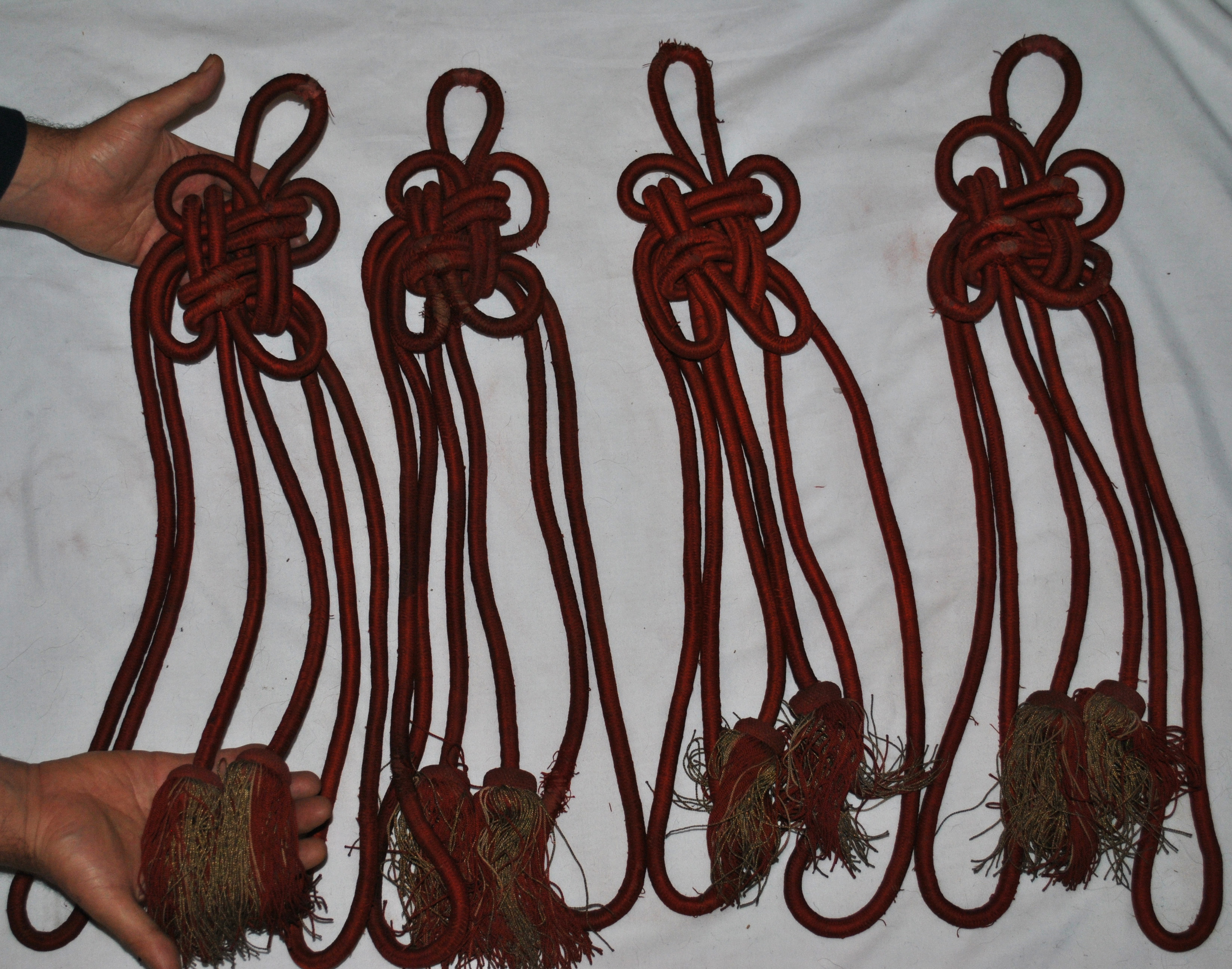
Los nudos agemaki se ataban al anillo Kasa jirushi no kan.
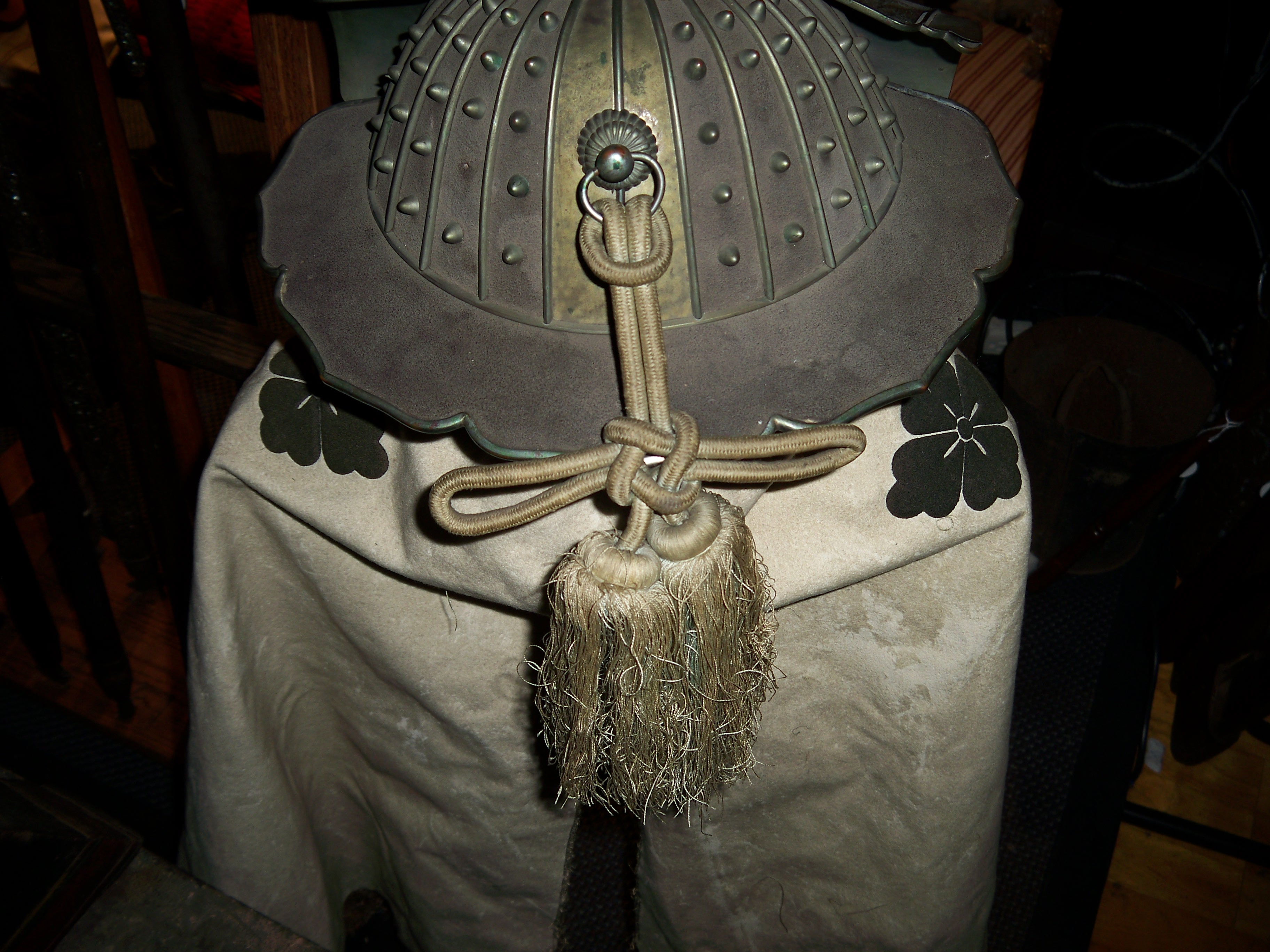
Un casco con su nudo agemaki atado.

## Variedades

### Antes de los samuráis

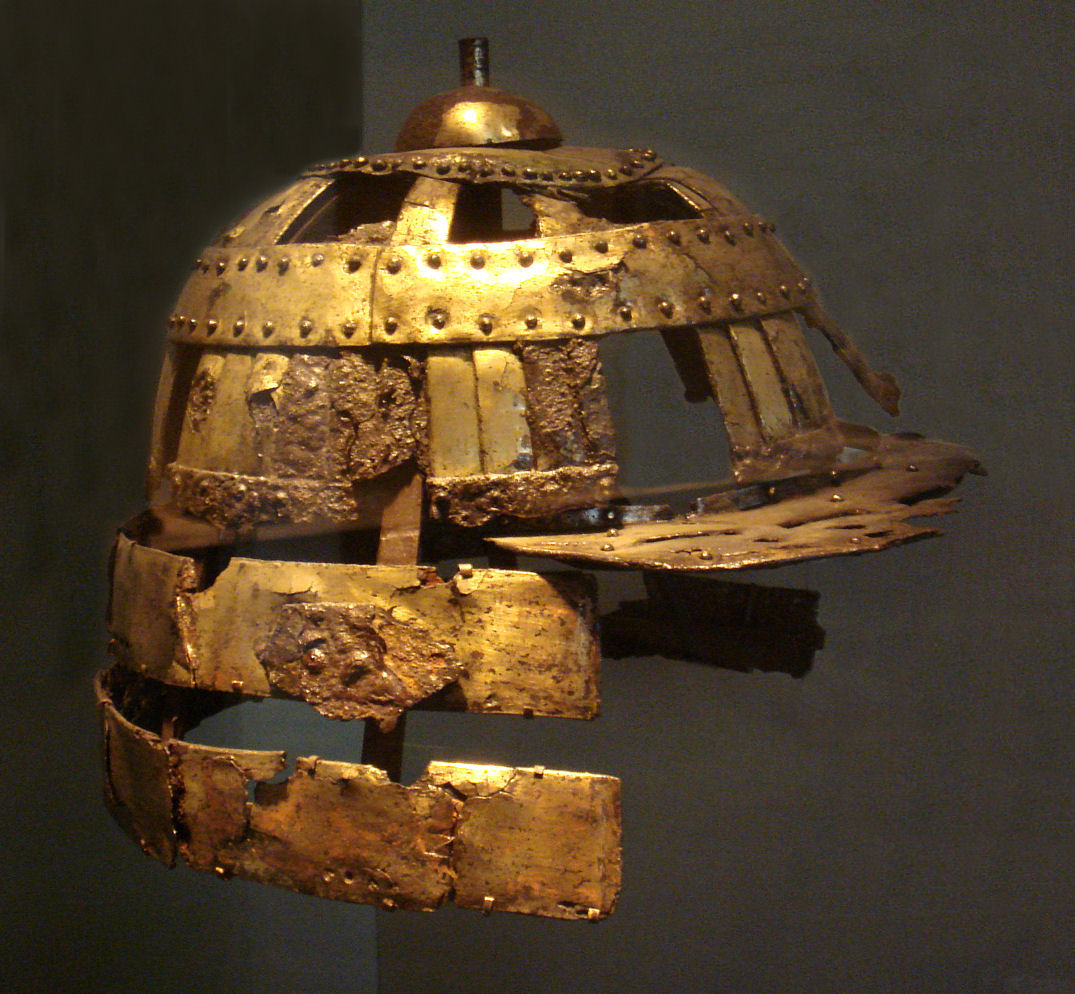
Antecedente del kabuto en el siglo V, hecho de hierro y cobre dorado, en la provincia Ise. Museo Metropolitano de Arte, Nueva York, EEUU.
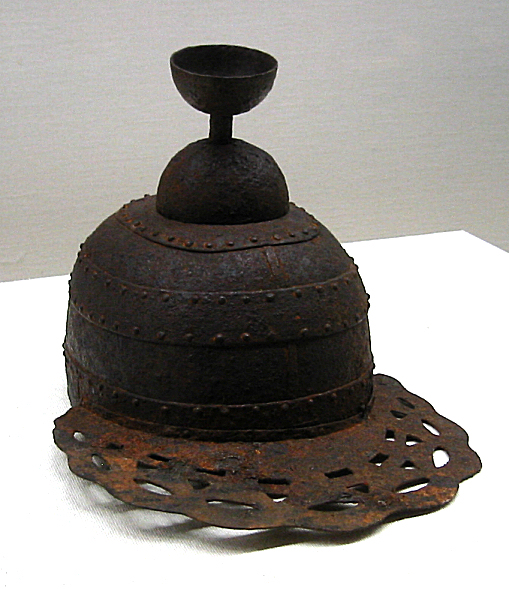
Casco del Período Kofun. Museo Nacional de Tokio.
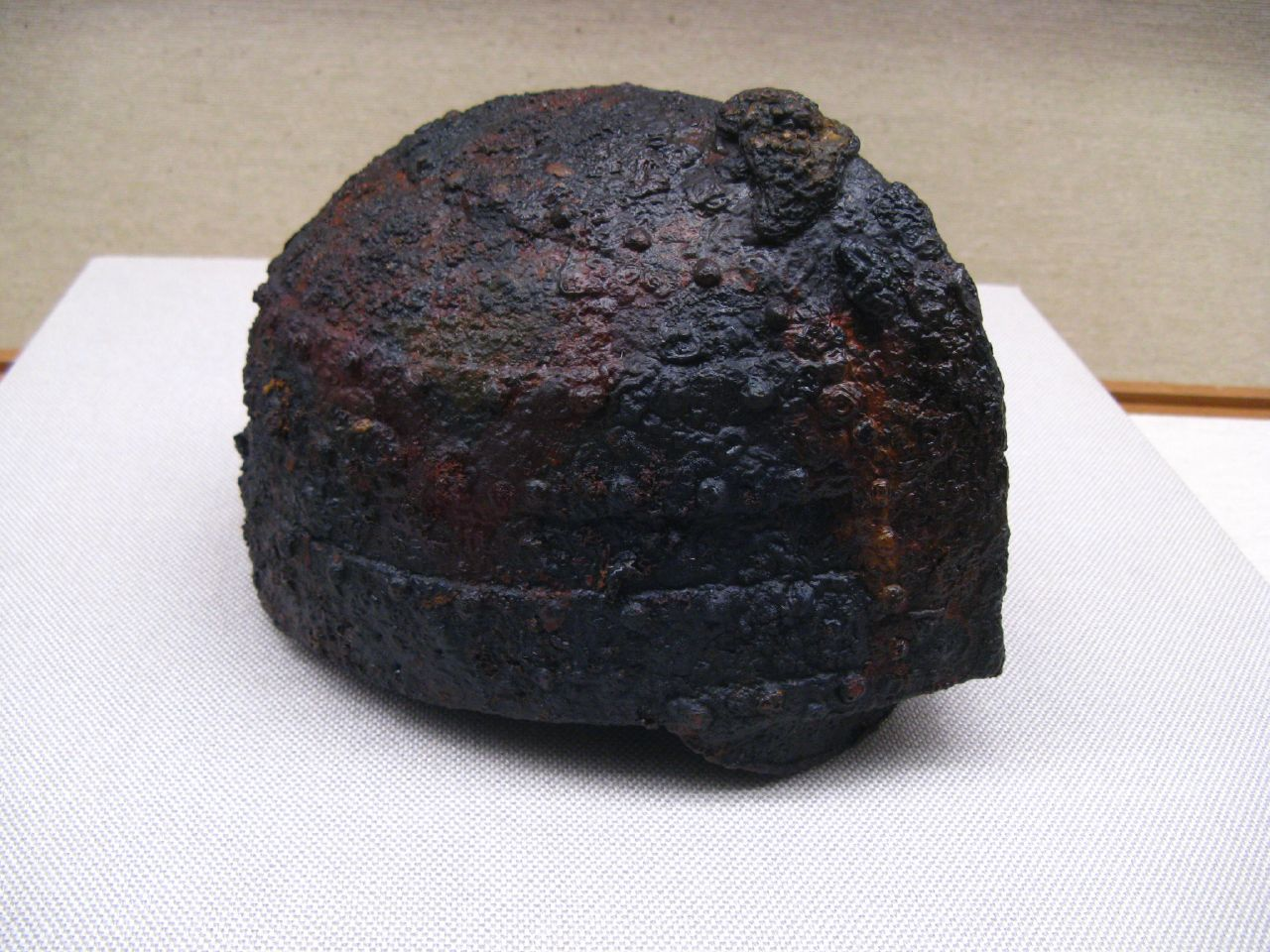
Casco del Museo Nacional de Tokio.

### Kabutotiposuji-bachi
El suji-bachi es un tipo de casco en el que múltiples placas conforman el bacinete con "costillas" levantadas que muestran las uniones entre las placas. Los remaches podían afilarse al ras o podían mostrarse, como en el kabuto tipo hoshi-bachi.

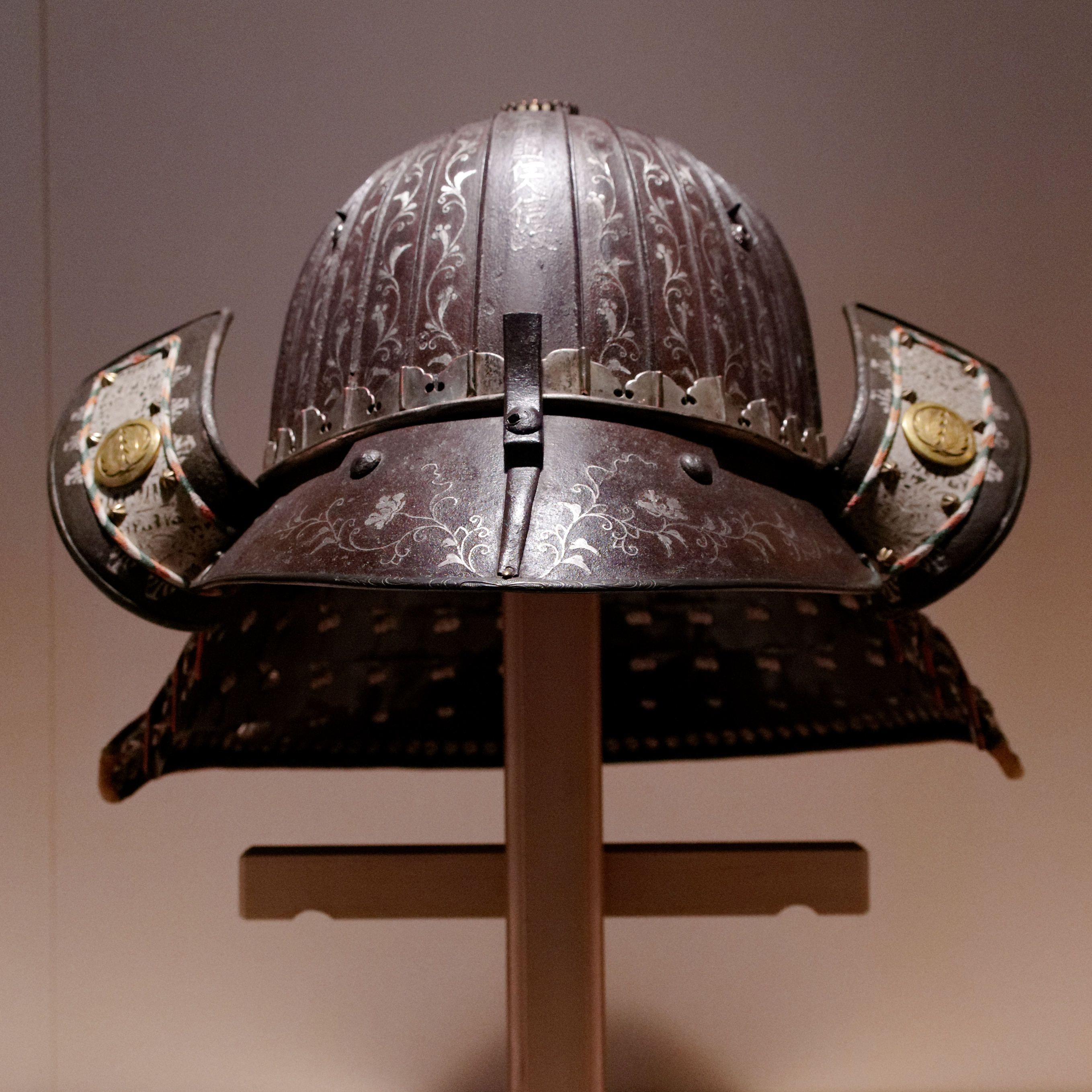
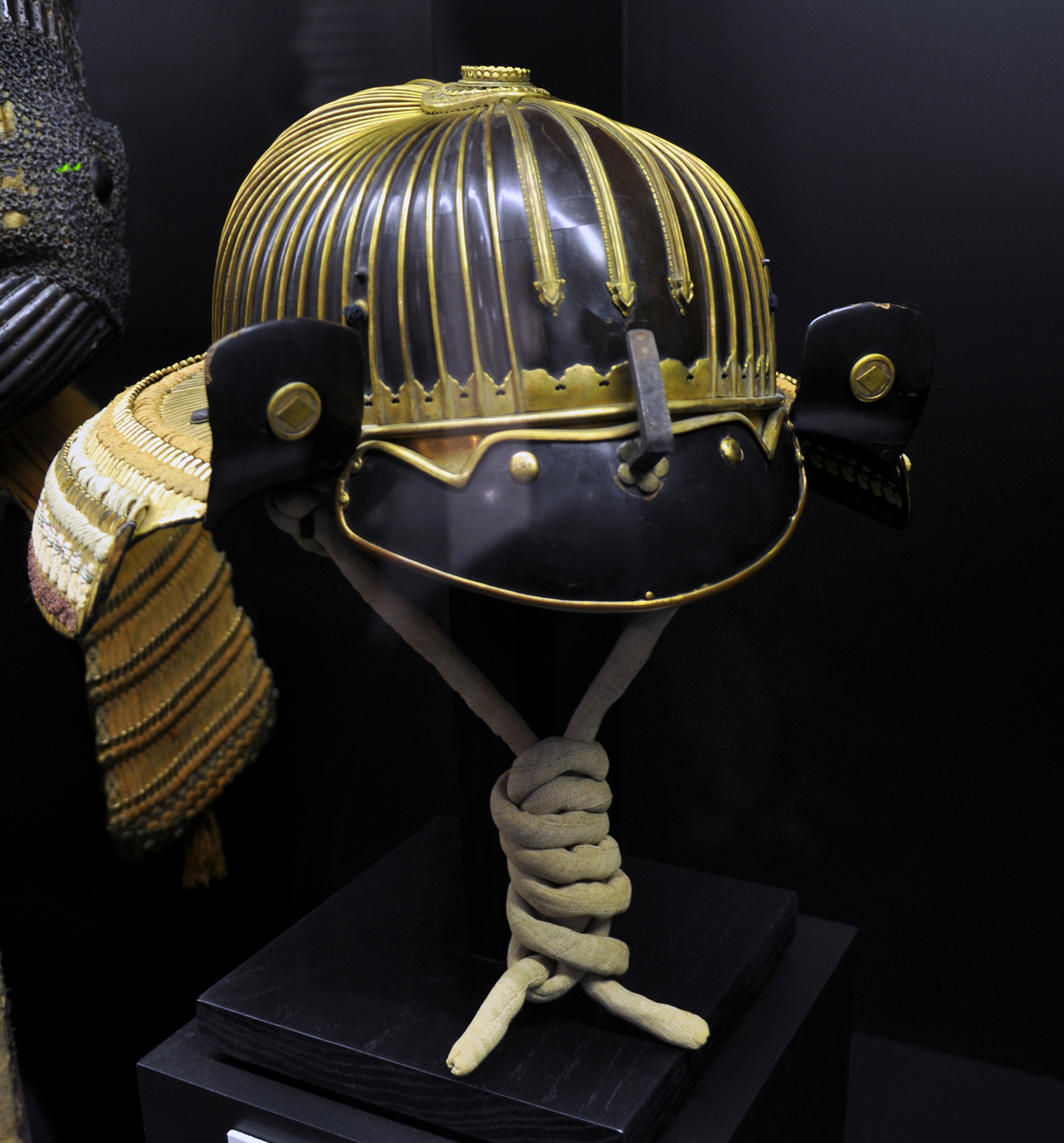
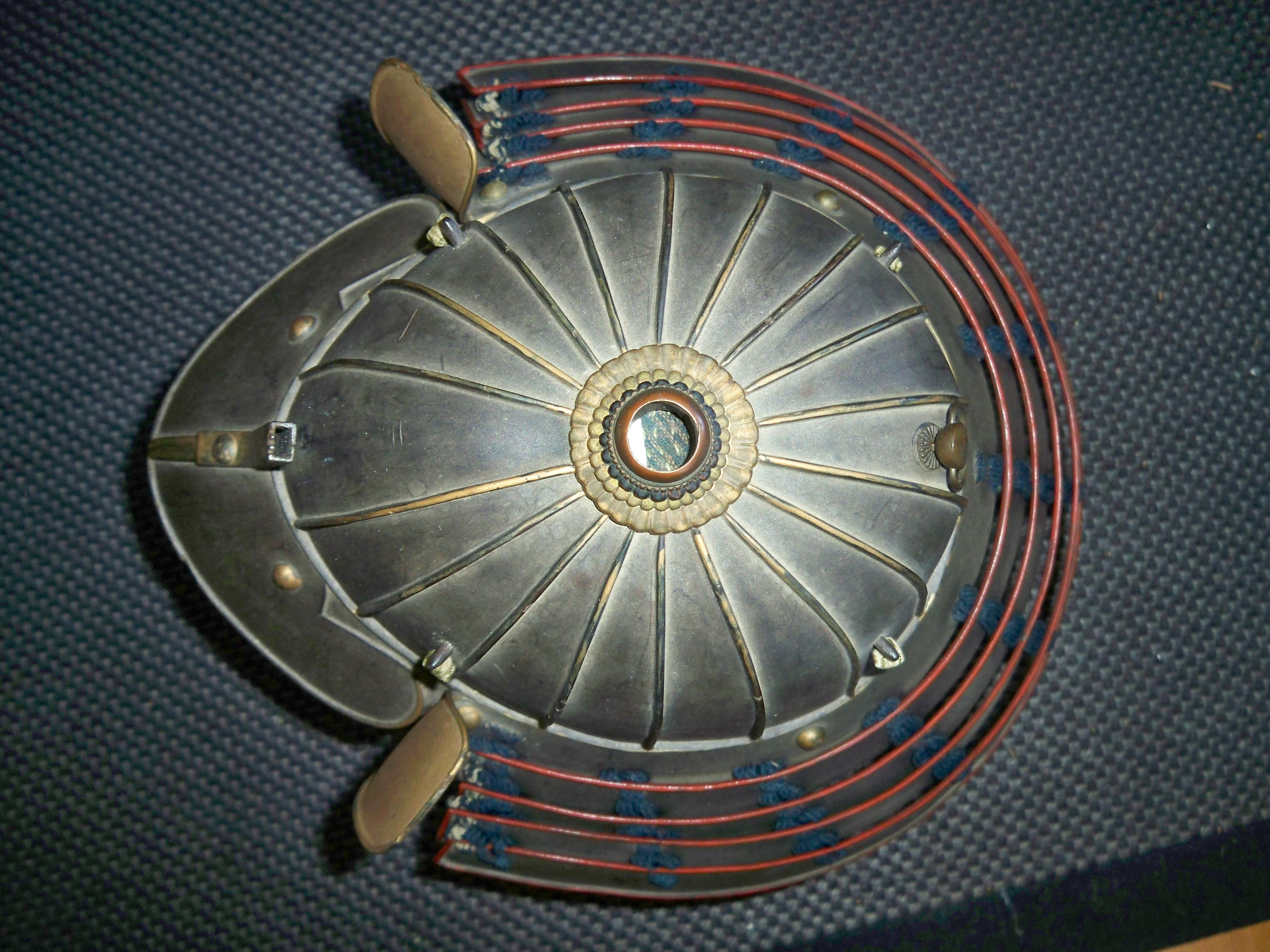

### Kabutotipohoshi-bachi
El casco estilo hoshi-bachi (bacinete de estrella) tenía los remaches de unión sin lijar, y podían ser grandes (o-boshi), pequeños (ko-boshi) o con las bases de los remaches moldeadas con forma de crisantemos (za-boshi). Los cascos tipo hoshi-bachi también podían ser suji-bachi si se observaban las costillas de unión de las placas.

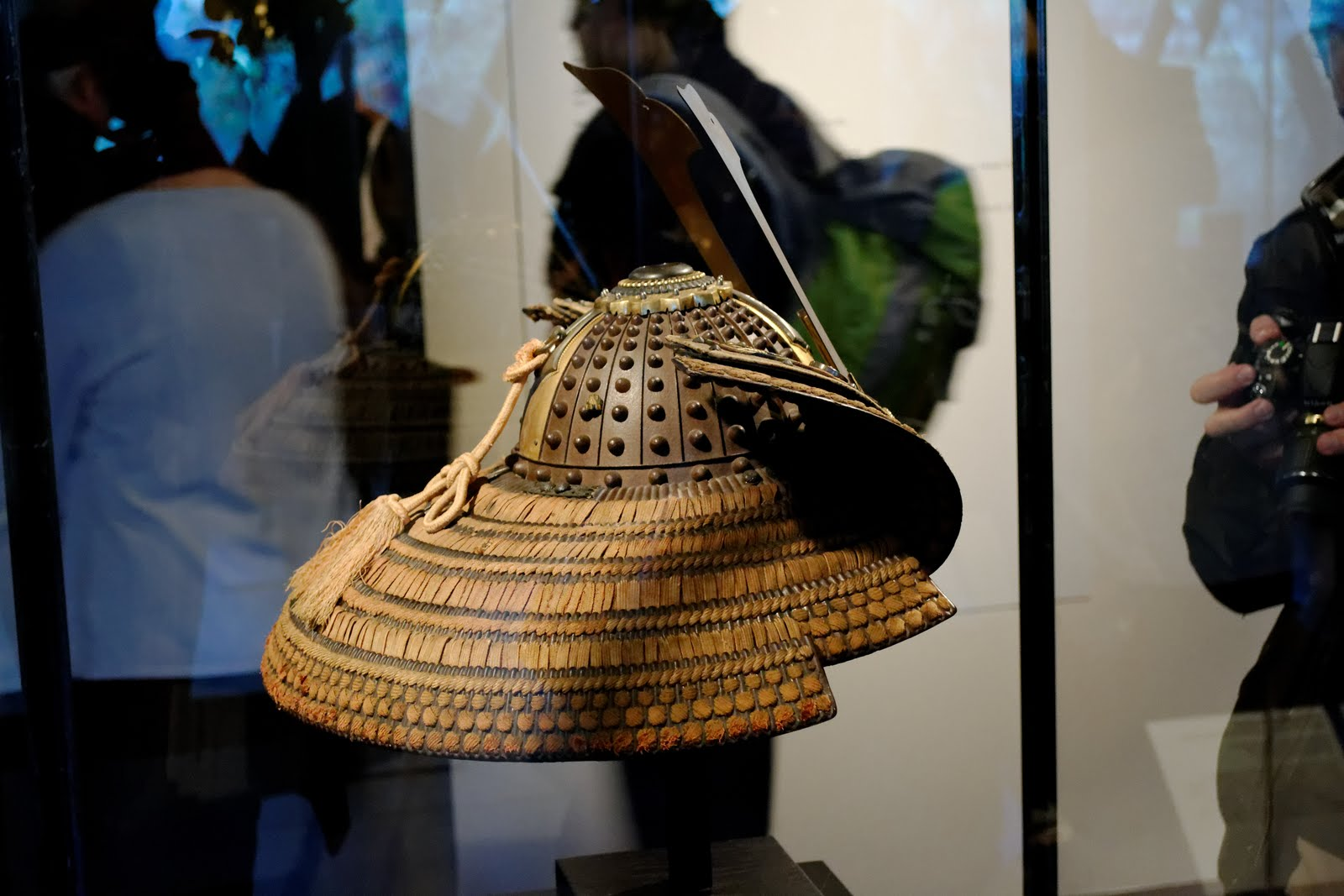
Casco con los remaches grandes, o tipo o-boshi.
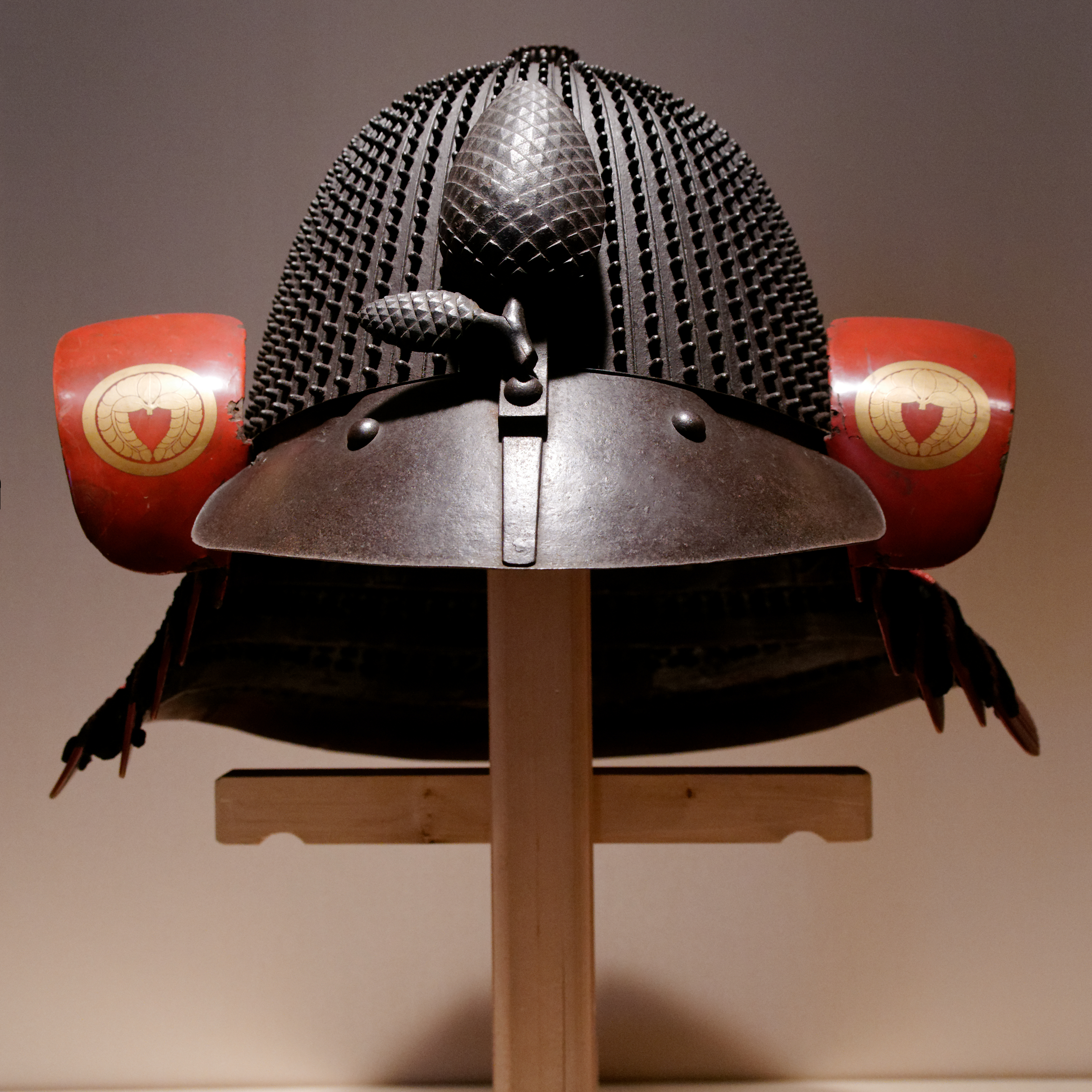
Casco con los remaches pequeños, o tipo ko-boshi.
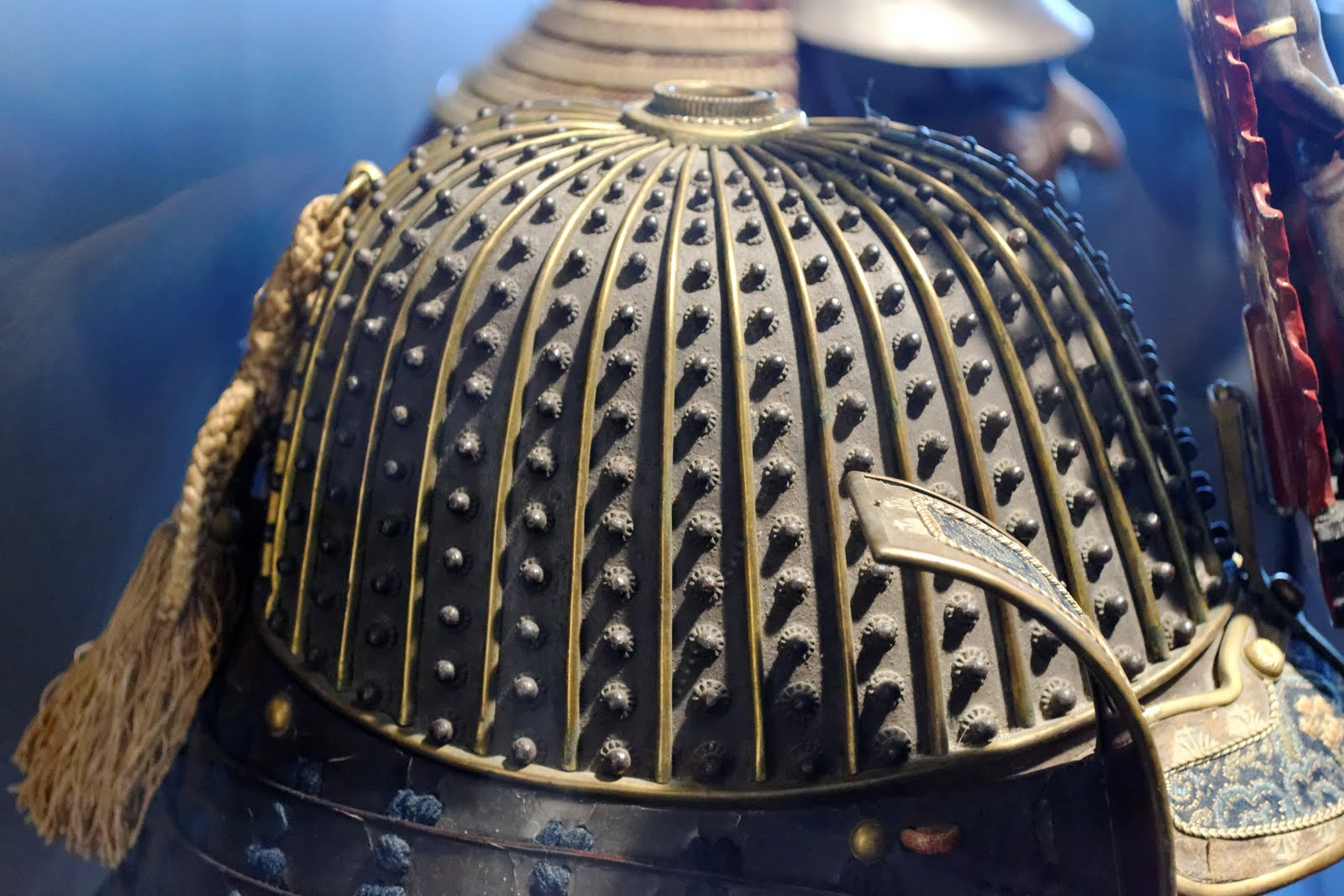
Casco con los remaches moldeados a la base, o tipo za-boshi.

### Kabutotipohari-bachi
El hari-bachi es un hachi elaborado con múltiples placas, sin costillas ni crestas visibles, donde los remaches estaban lijados.

### Kabutotipozunari
El casco tipo zunari es un sencillo simple, elaborado con tres placas.

### Kabutotipotatami
El casco tipo tatami es parte de armaduras más simples, ligeras, plegables y versátiles para samuráis de bajo rango y soldados de a pie (Ashigaru). A éstas armaduras se les agregaba un casco con las mismas características, elaborado por placas articuladas. Estos no requerían de pernos para su construcción; más bien se utilizaba malla y cuerda para conectar las piezas entre sí.

### KabutotipoKaji
Al parecer, este tipo de casco fue utilizado por bomberos*.

### Jingasa
Fueron sombreros cónicos para el combate, utilizados por los ashigaru (soldados de infantería) y por samuráis; los cuales podían ser elaborados con cuero o metal.

### Kabutotipokawari
Durante el Período Momoyama de intensas guerras civiles, los cascos fueron simples diseños de cuatro placas, sin incluir en gran parte las ornamentaciones presentes en diseños previos. Para evitar esa apariencia plana y poco llamativa, los armeros comenzaron a construir formas fantásticas sobre los cascos elaboradas en harikake (papel mâché mezclado con laca, y sobre un armazón de madera) o elaborados totalmente en hierro. Estas formas asemejaron elementos de las cultura y mitología japonesas, incluyendo pescados, cuernos de vacas, la cabeza del Dios de la Longevidad, pernos de seda, telas para la cabeza, cabezas de hacha e incluso el Cañón Ichi-no-Tani. Muchos de ellos fueron elaborados con mucho realismo, mientras otros eran más modernistas y futuristas.

## Cultura popular
El kabuto, junto con el casco stahlhelm alemán, se utilizaron para el diseño del casco de Darth Vader.